# Brunnen in Frankfurt (Oder)
Im Jahr 2015 befinden sich in Frankfurt (Oder) 18 Schmuckbrunnen im Besitz der Stadt, von denen 13 in Betrieb sind. Mehr als 50 Zierbrunnen hat es insgesamt in Frankfurt gegeben. Neben den öffentlichen Brunnen gibt es auch einige bekannte private Brunnen.

## Caritas-Brunnen

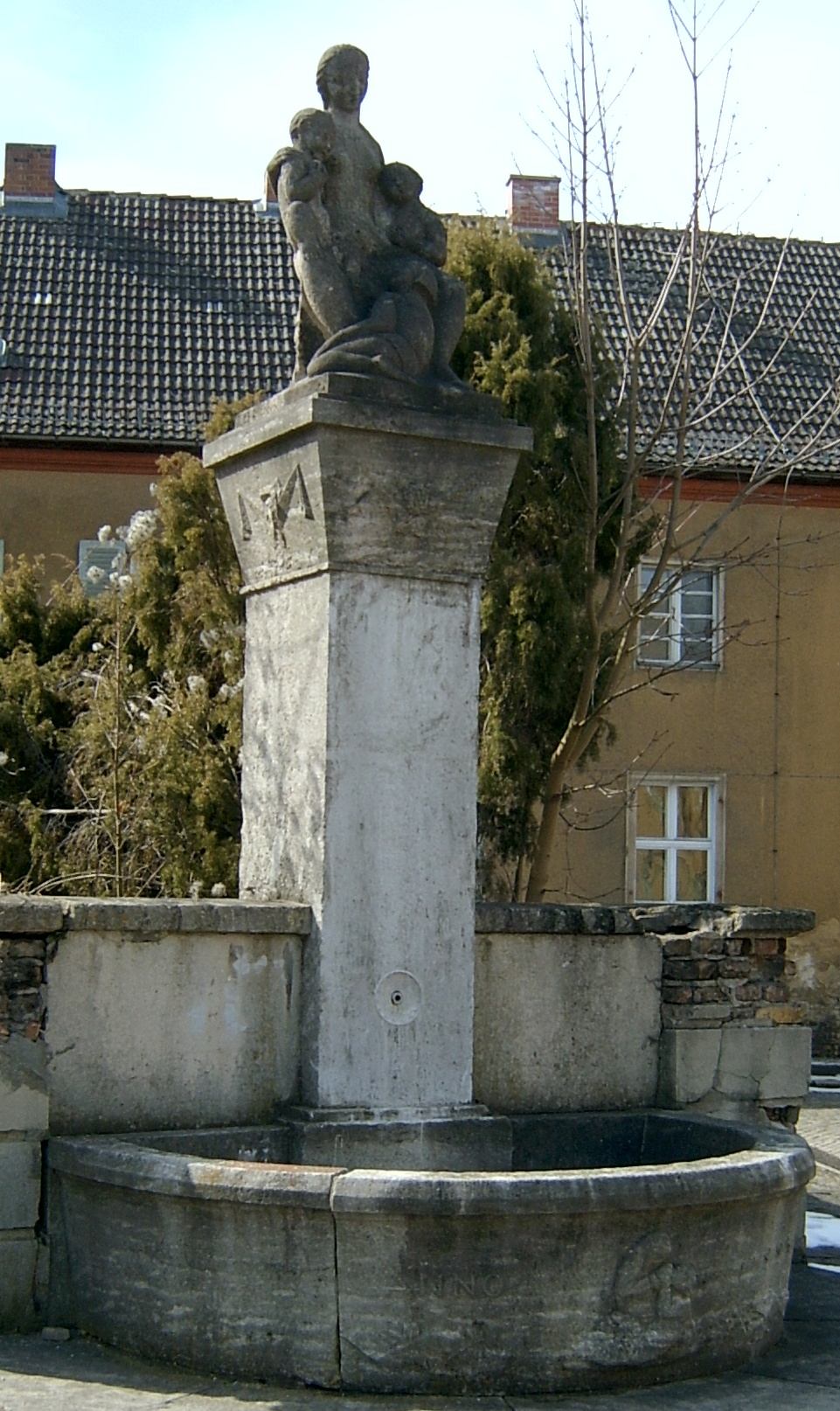
Caritas-Brunnen mit einer Figurengruppe von Waldemar Lemke

In der Karl-Sobkowski-Straße wurde bei Errichtung des Stadtteils „Am Grünen Weg“ unter der Leitung von Martin Kießling 1925 der Caritas-Brunnen (Lage) aus Betonstein mit einer Statuengruppe von Waldemar Lemke aus Muschelkalkstein erbaut. Die Gruppe, auf einem hohen Sockel angeordnet, besteht aus einer Mutterfigur und drei sie umgebenden Kindern, entsprechend der Namensgebung in fürsorglicher Situation.

## Comic-Brunnen

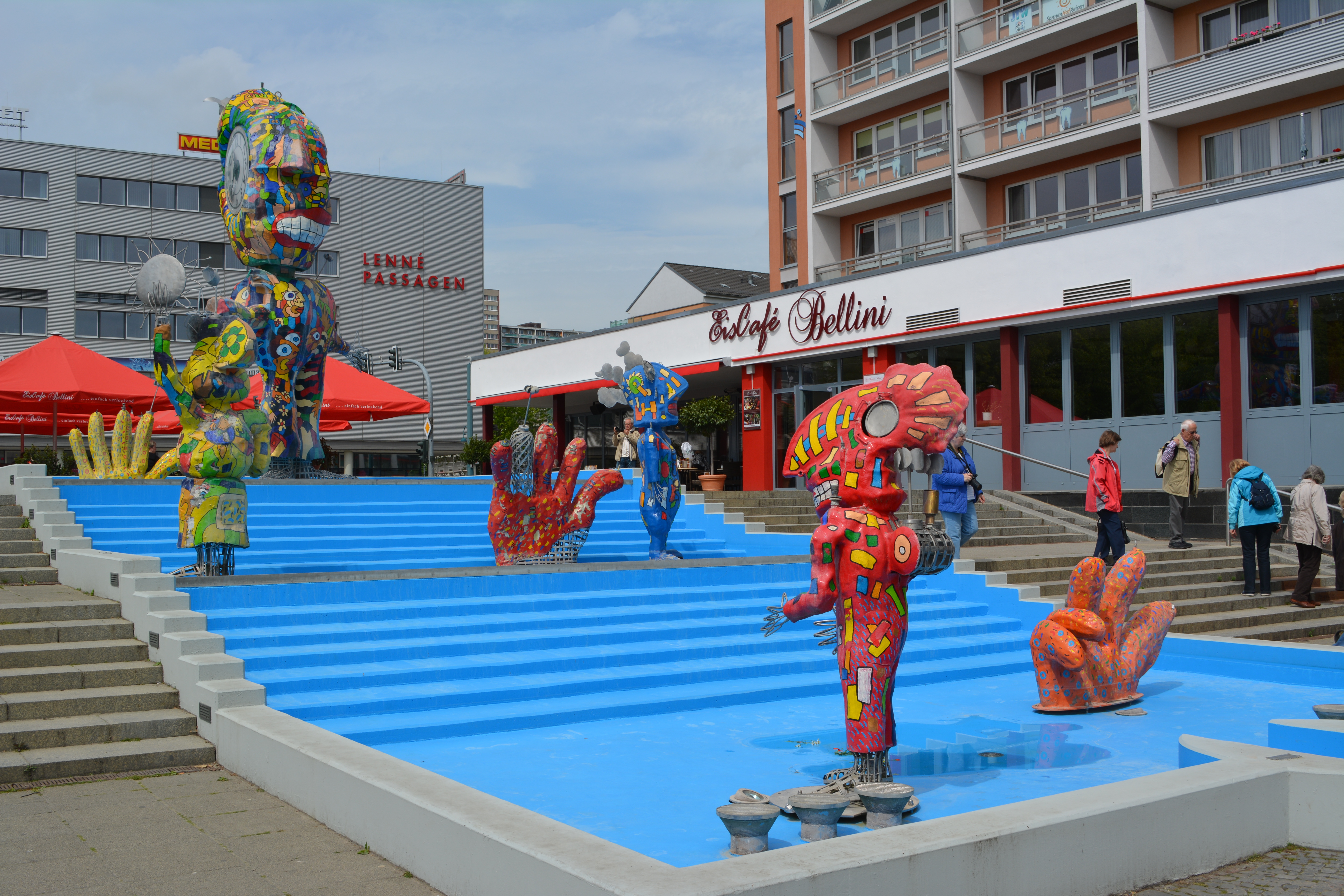
Comic-Brunnen von Michael Fischer-Art

Der Comic-Brunnen (eigentlich Der Osten leuchtet, Lage) wurde 2000 von Michael Fischer-Art aus Edelstahl und bemalten Figuren aus glasfaserverstärktem Kunststoff (GFK) geschaffen. Der Brunnen wurde mit acht Plastiken gestaltet: 1. Uhren-Figur 5,20 m, 2. Hand 1 m, 3. Sonne 1,95 m, 4. Mond 1,95 m, 5. Hand 1 m, 6. Hand 1 m, 7. Figur 2,20 m, 8. Figur 2,40 m. Die mit 5,20 Metern überragende Figur im oberen Wasserbecken trägt als stilisierte Augen rechts und links jeweils eine integrierte, nachts beleuchtete Analoguhr. Die Beckentiefe beträgt 50 cm, die Wassertiefe 25 cm. Durchführbarkeit, Wasserdruck und -verbrauch, Rohr- und Düsenstärken und die Gesamtkosten des wassertechnischen Projekts wurden von Diplomingenieur Chris Begall von der Firma Pumpen-Zilius, Berlin, geprüft und kalkuliert.
Nach dem Abriss des Großen Brunnens („Panzersperre“), sollte der Brunnenplatz wieder mit einer Brunnenanlage gestaltet werden. Sie sollte Betrachter anziehen, auf positive Weise irritieren und den im Übermaß funktionellen Platz beseelen. Das Thema des Brunnens sollten elementare Prinzipien sein: Sonne und Mond, Himmel und Erde, Männlich- und Weiblichkeit und die alles verbindende Dimension der Zeit. Sie werden durch auf und im Wasser bewegliche, glänzend farbige und durch ebenerdig versenkte Halogenleuchter angestrahlte Figuren verkörpert.
Bei wasserlosem Zustand sollte das Arrangement nichts von seinem Reiz verlieren: die Figuren werden vom Wind ständig neu in Position gebracht. Zwölf durch gekapselte rostfreie Kugellager geräuschlos bewegliche, wegen ihrer Robustheit wartungsarme Teile variieren je nach Witterungslage das Gesamtensemble.

Lackierter Edelstahl und GFK sollen praktisch unverbiegbar und weitgehend resistent gegen alle Formen von Vandalismus sein. Die intensiven Farben sollen Sprayer abhalten, sich an solchen Flächen auszutoben. Die Wasserführung im Inneren der acht Metallfiguren besteht aus flexiblen Kühlmittelschläuchen, die mit speziell gefertigten Edelstahlkupplungen und Verbindungsstücken in die gewünschte Lage gebracht werden. Die Endstücke, aus denen das Wasser ins Freie springt, bestehen aus sich zum Ende hin verjüngenden Kupferdüsen.

## Sieben-Raben-Brunnen

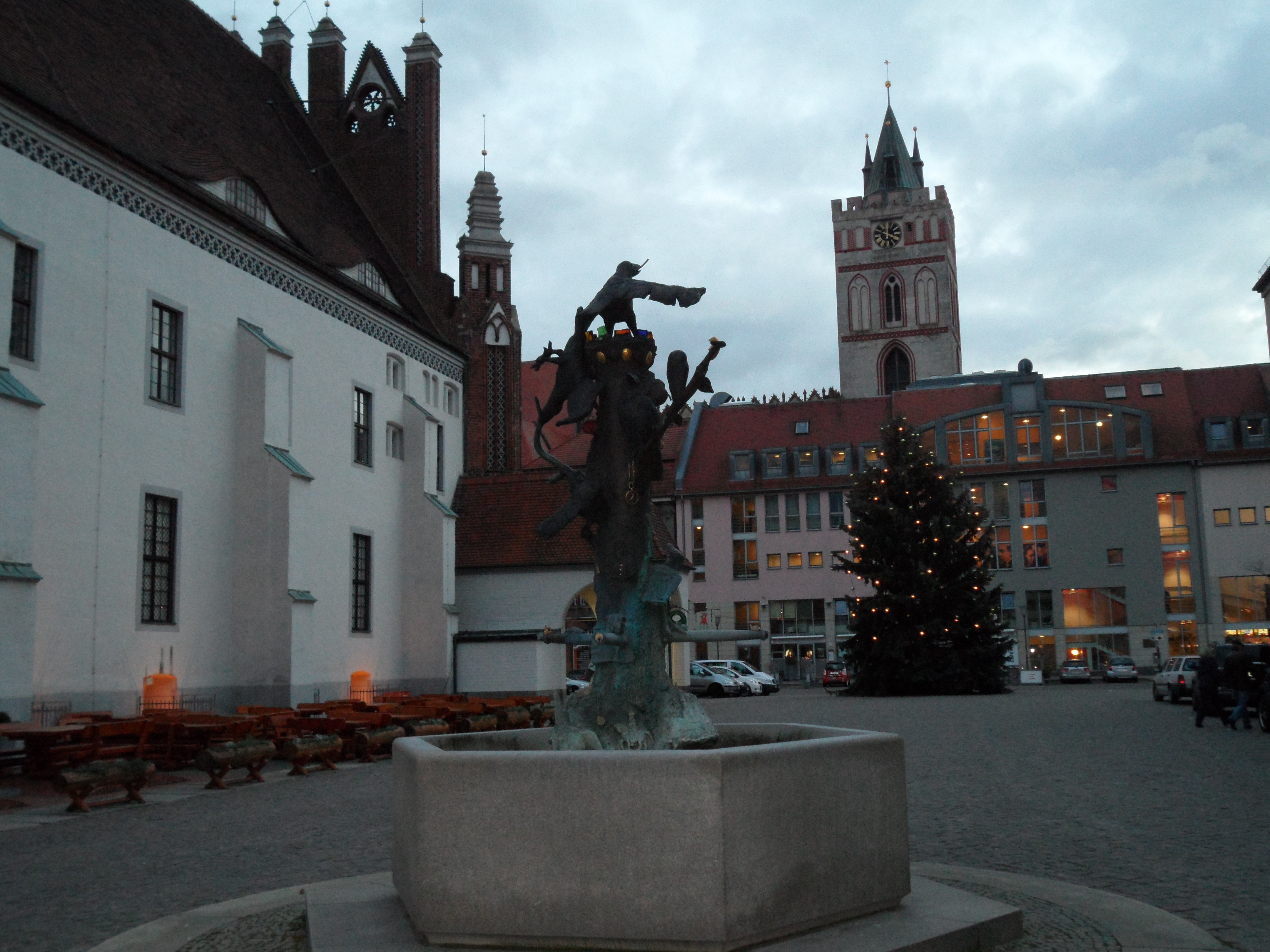
Sieben-Raben-Brunnen von Horst Engelhardt

Auf dem Markt steht der Sieben-Raben-Brunnen (Lage), geschaffen von Horst Engelhardt. Das Motiv leitet sich vom Namen des benachbarten Gebäudes ab, das im Volksmund Sieben Raben genannt wird. Den Erzählungen nach befanden sich an dem Ort früher sieben einzelne Häuser, woran aber auf Grund von Ausgrabungen gezweifelt wird. Die Brunnenskulptur ist ein 3,10 m hoher Baum, auf dem sieben Raben sitzen. Einer der Raben sitzt auf der Spitze und hält einen goldenen Zweig im Schnabel, zwei weitere kämpfen mit einer Schlange und ein anderer hält einen Fisch im Schnabel. Weiterhin sind drei historische Stadtansichten, das Wappen Frankfurts und Porträts bekannter Frankfurter, wie Carl Philipp Emanuel Bach und Heinrich von Kleist zu sehen sowie eine Eule auf einem Ast und ein auf dem Trinkwasserrohr sitzender Frosch. Außerhalb des eigentlichen Brunnens befindet sich der siebte Rabe und auf einem Findling die Schwester der verwunschenen Brüder, deren linker Arm einen Flügel bildet. Aufgestellt wurde der Brunnen 2003. Das sechseckige Wasserbecken ist 1,50 m hoch; die Hauptskulptur 3,10 m. Die Skulptur der Schwester hat eine Höhe von 1,10 m und die Skulptur des Raben ist 60 cm hoch. Das Becken besteht aus Sandstein, es wurden Findlinge aus Granit verwendet. Die Skulpturen sind aus Bronze und wurden in der Kunst- und Glockengießerei Lauchhammer gefertigt.

## Alinenbrunnen

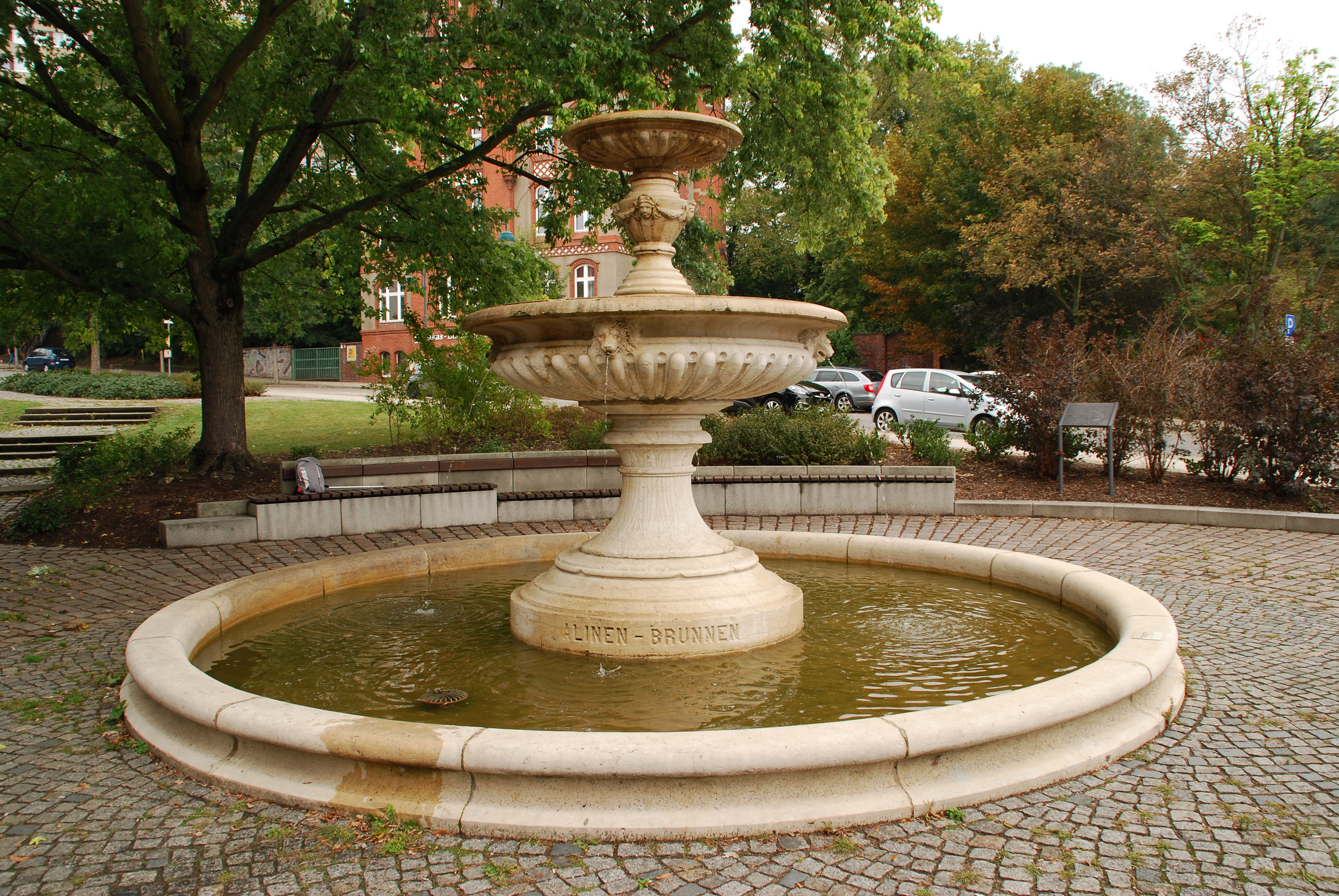
Alinenbrunnen

Der Alinenbrunnen (Lage) auf dem Stiftsplatz wurde 1887 von Aline Jahn gestiftet. Der Brunnen ist 4 m hoch und misst 3 m im Durchmesser. Die Brunnenschale hat einen Durchmesser von 6 m bei einer Höhe von 35 cm. Um das Jahr 2000 wurde der Brunnen mit Sponsorengeldern der örtlichen Sparkasse saniert. Allerdings war er kurz darauf wieder defekt, so dass er nicht in Betrieb genommen werden konnte. Ab 2008 wurde die Anlage mit Aufwertungsmitteln aus dem Stadtumbau komplett restauriert.

## Fischotterbrunnen

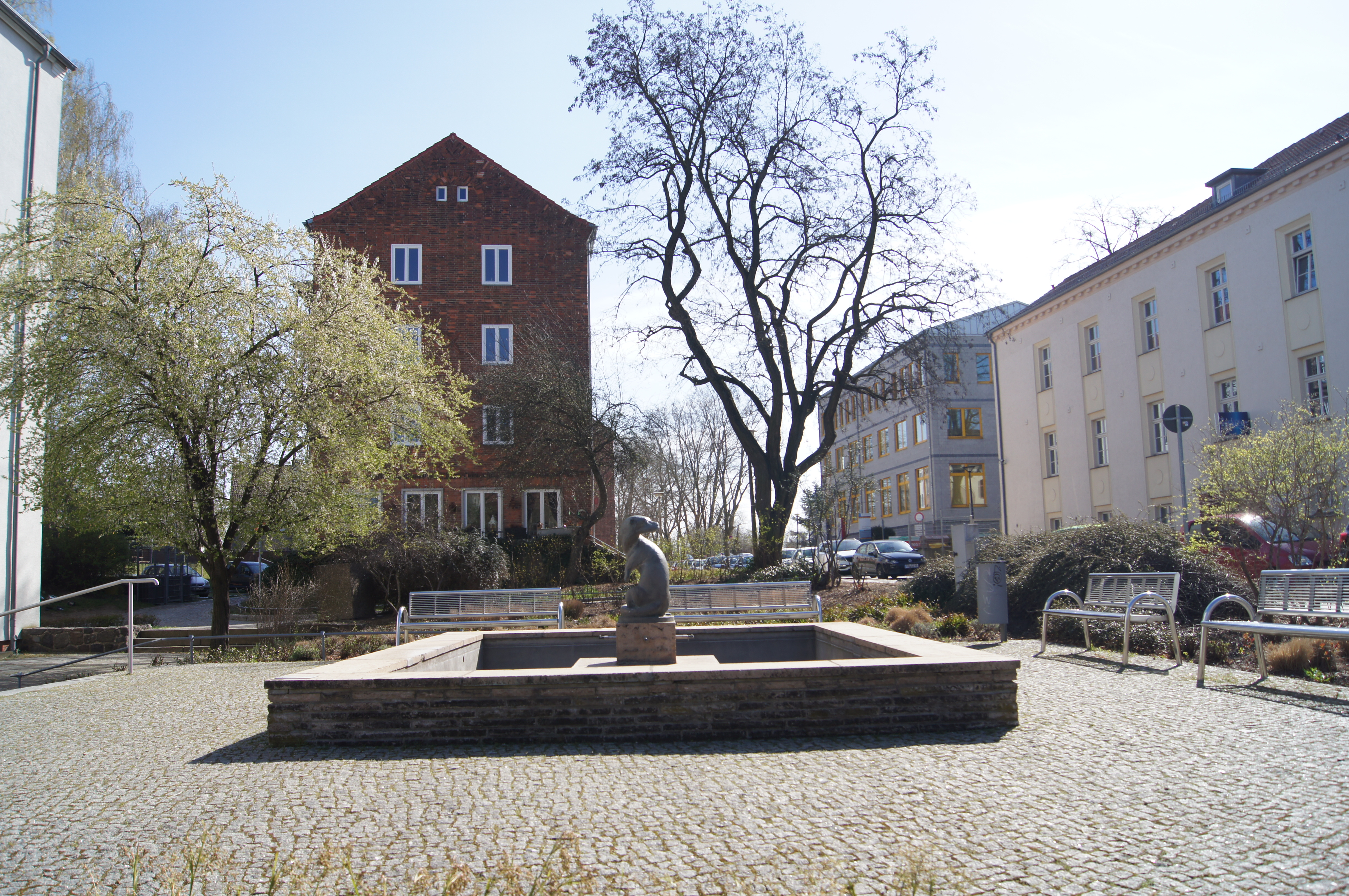
Fischotterbrunnen

Der Fischotterbrunnen (Lage) befindet sich in der Spiekerstraße Ecke Bahnhofstraße und wurde nach einem Vorschlag von Wilhelm Neumann (* 1904; † 1996; Leiter der Abteilung Aufbau) nach Vorlagen des Frankfurter Bildhauers Edmund Neutert 1960 errichtet. Zuvor standen auch ein Hahn als Wappentier der Stadt, und andere Tiere zur Diskussion. Neutert setzte sich für den Fischotter als Motiv ein, um dem letzten lebenden Tier im Klingetal und am Lienauteich ein Denkmal zu setzen. Neutert konnte das Modell bereits 1958 fertigstellen, 1959 wurde die Skulptur gegossen und 1960 der Brunnen errichtet. Aufbauhelfer des Nationalen Aufbauwerks errichteten die Anlage, die damals aus Einnahmen des Zahlenlottos finanziert wurde. In einem mit Naturstein verkleideten Becken mit viereckigem Grundriss steht auf einer Bodenplatte ein Sockel. Auf dem Sockel steht die Bronzefigur eines Fischotters, der über seine linke Schulter rückwärts nach Süden schaut. Die Figur ist 80 cm hoch und der Sockel ist 44 cm breit, 37 cm hoch und 44 cm tief. Aus den vier Seiten des Sockels ragen Rohre, aus denen Wasser in das Becken läuft. Der Brunnen wurde nach 2000 nicht mehr mit Wasser gefüllt. Bei umfangreichen Rekonstruktionsarbeiten 2008/09 wurden das Becken erneuert und die Plastik in der Kunst- und Glockengießerei Lauchhammer neu patiniert, doch es fand sich zunächst kein Sponsor für seinen Betrieb. Seit 2009 finanziert die Handwerkskammer den Betrieb des Brunnens.

## Steinbockbrunnen

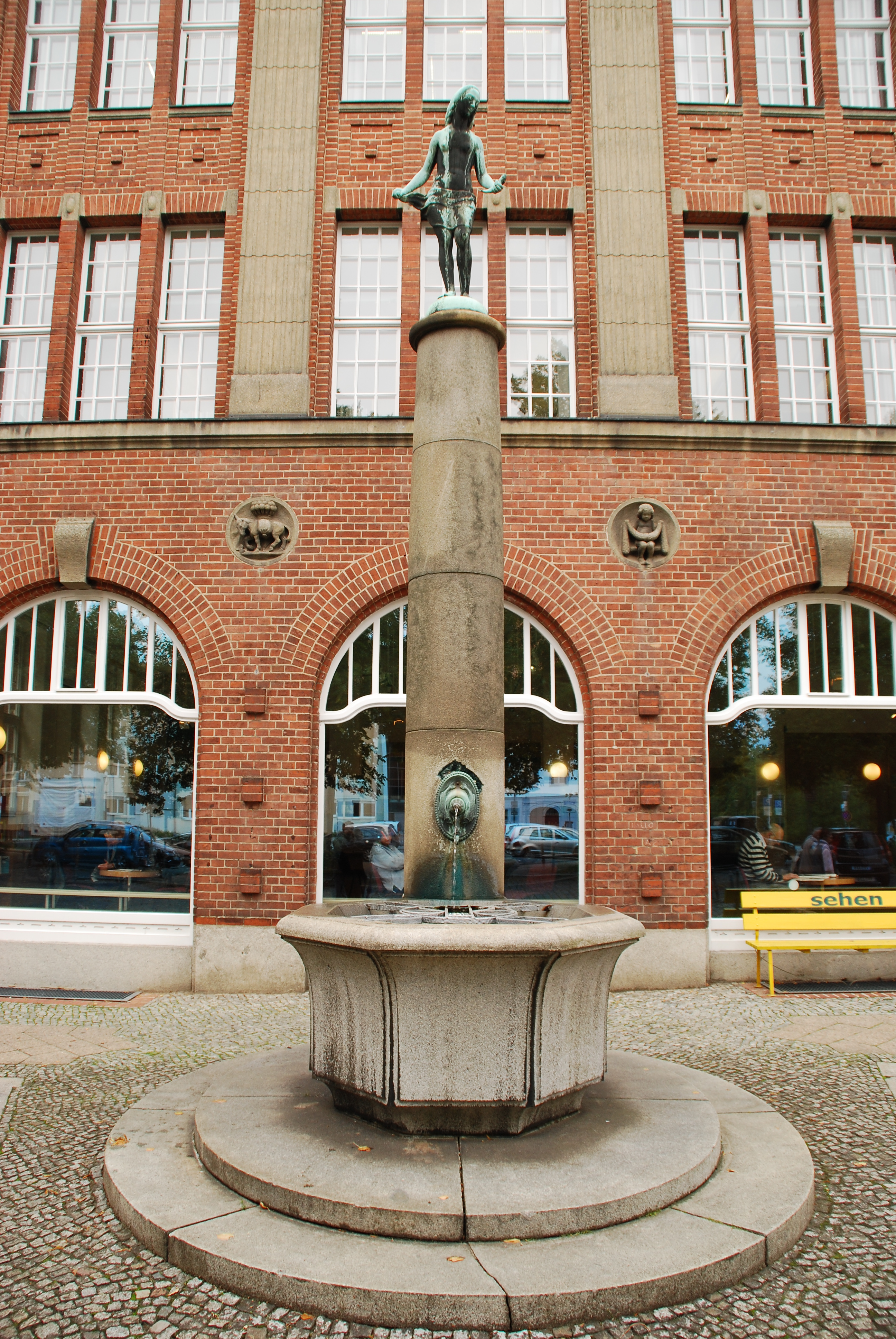
Steinbockbrunnen von Hans Bernoulli und Adolph Amberg

Der Steinbockbrunnen (Lage) wurde anlässlich ihrer Goldenen Hochzeit vom Papierfabrikanten Paul und seiner Frau Marie Steinbock am 28. November 1911 gestiftet. Steinbock war Inhaber der Paul Steinbock Papier- und Zellulosefabrik AG in Sandow. Der Trog-Brunnen aus Granit und Bronze wurde am 29. November 1912 oder 1913 auf dem Oberkirchplatz neben dem Nippehaus (seit dem 21. Jahrhundert1932 Stadtbibliothek) eingeweiht. Der Architekt Hans Bernoulli gestaltete den Brunnen nach einem Entwurf eines der Söhne des Ehepaars Steinbock und der Bildhauer Adolph Amberg schuf die Bronzefigur und den plastischen Schmuck. Die Figur auf der Säule steht symbolisch für die Oder. Sie hält in der Linken einen Fisch als Symbol für den Fischreichtum der Oder und in der Rechten ein Tuch als Symbol für die Wellen des Wassers, das auf Kähnen den Reichtum in die Stadt trug. Auf der Rückseite der Säule ist das Relief eines Steinbocks zu sehen. Die Säule mit der Bronzefigur ist 7 m hoch; die Figur selbst hat eine Höhe von 1,80 m; das achteckige Brunnenbecken ist 1,80 m breit. Für weitere Informationen siehe den Eintrag zur Denkmalobjektnummer 09110117 in der Denkmaldatenbank des Landes Brandenburg.

## Uhren- und Jahreszeitenbrunnen

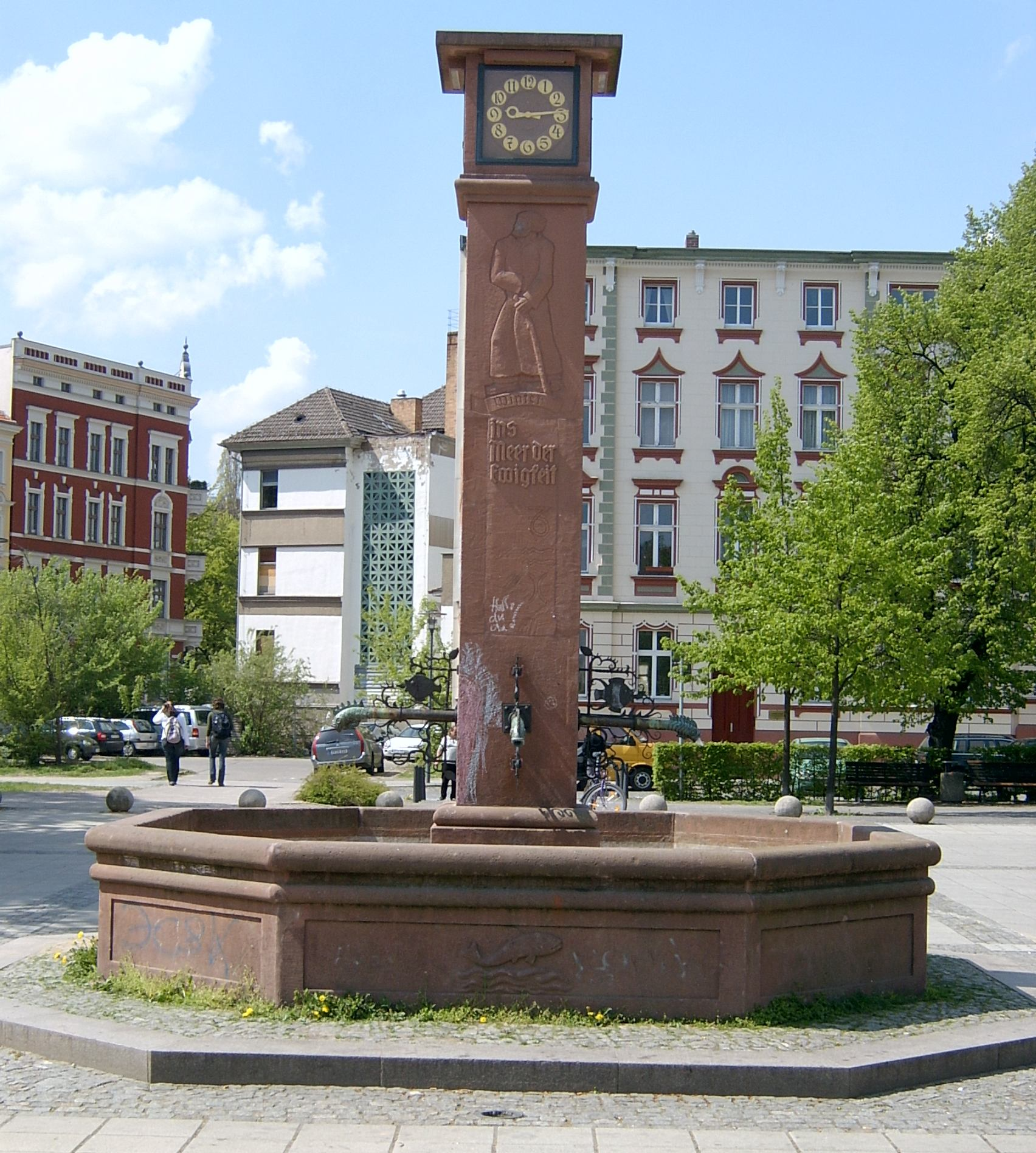
Uhren- und Jahreszeitenbrunnen von Georg Fürstenberg

Der Uhren- und Jahreszeitenbrunnen (Lage) wurde am 6. September 1936 auf dem Leipziger Platz eingeweiht. Georg Fürstenberg (* 1884; † 1974) schuf bereits 1935 die Vorlagen dafür. Bauherr war der Bezirksverein Beresinchen, der die Errichtung aus Spenden der Bürger finanzierte. Die Säule mit einer quadratischen Grundfläche zeigt nach Norden einen Sämann, welcher den Frühling symbolisiert, nach Süden einen Schnitter für den Sommer, nach Westen einen Winzer für den Herbst und nach Norden einen Holzfäller für den Winter. Rings um den Brunnen ist zu lesen: „Nutze die Zeit – denn sie entrinnt – wie rieselndes Wasser – ins Meer der Ewigkeit“. 1997 wurde der Brunnen restauriert.

## Lebensbrunnen

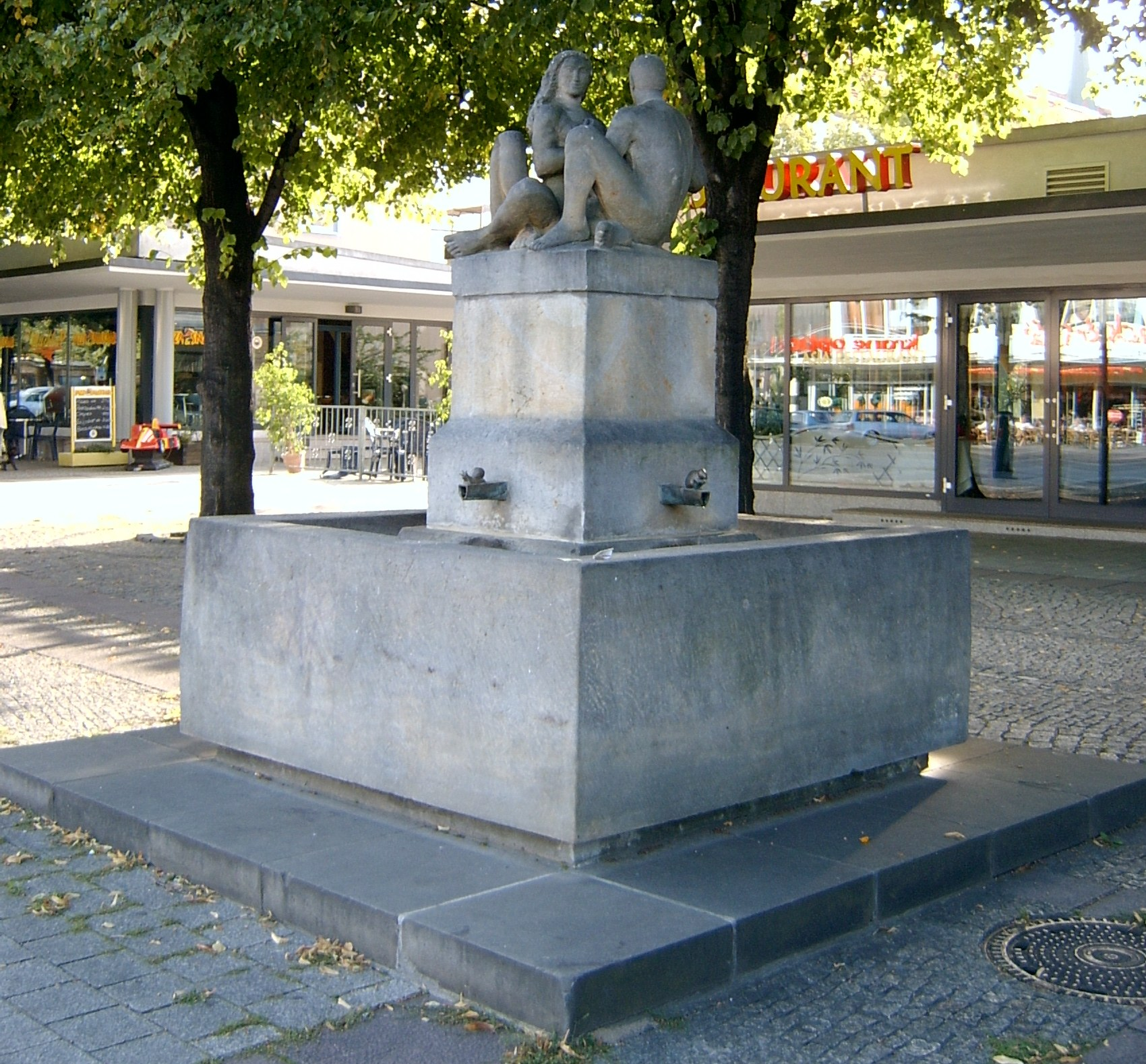
Brunnen Leben von Christian Schulze

Der Brunnen Leben (Lage) in der Karl-Marx-Straße aus Sandstein und Bronze entstand 1987 im Atelier von Christian Schulze. Die Gesamthöhe beträgt 2,80 m; der Trog misst zwei Mal zwei Meter und ist 85 cm hoch.

## Trinkbrunnen

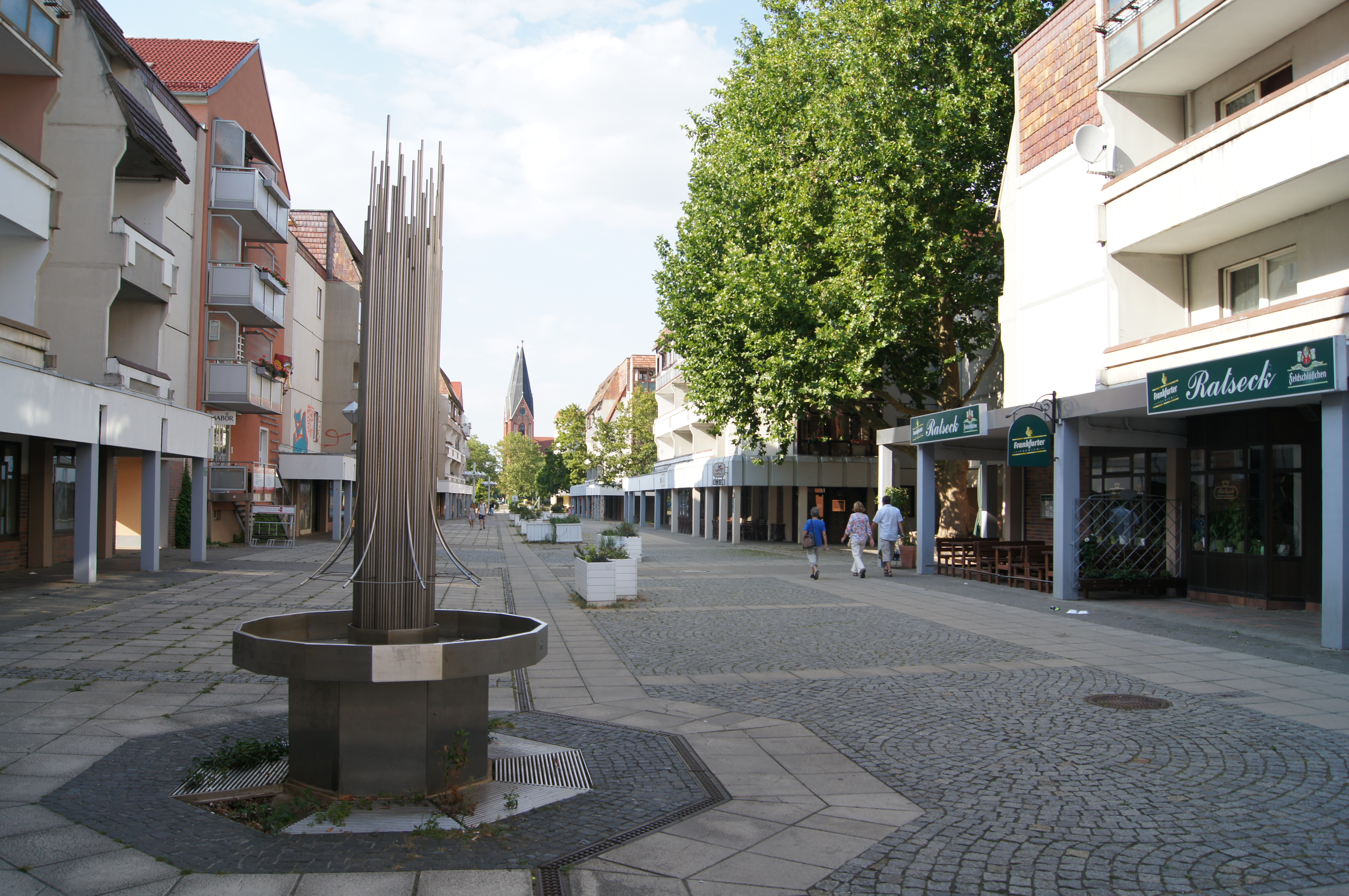
Trinkbrunnen von Ernst Roehl

Der Trinkbrunnen (Lage) in der Großen Scharrnstraße wurde von Christian Roehl gefertigt. Der Brunnen ist vier Meter hoch und hat ein 16-eckiges Brunnenbecken. 1986 unterschrieb Stadtrat Werner Mandel (* 1937; † 4. Juli 2014) im Auftrag des Rates der Stadt den Werkvertrag mit Roehl zur Fertigung des Brunnens. Im Dezember 1987 erfolgte die Zwischenabnahme, im Mai 1988 die Endabnahme und am 22. Juni 1988, zwei Tage nach Ende der 22. Arbeiterfestspiele im Bezirk Frankfurt (Oder), erfolgte die Einweihung des Brunnens. Er kostete 38.000 Mark an Material und 45.000 Mark an Künstlerhonorar. Seit etwa 2000 fließt kein Wasser mehr aus dem Brunnen.

## Oderland-Brunnen

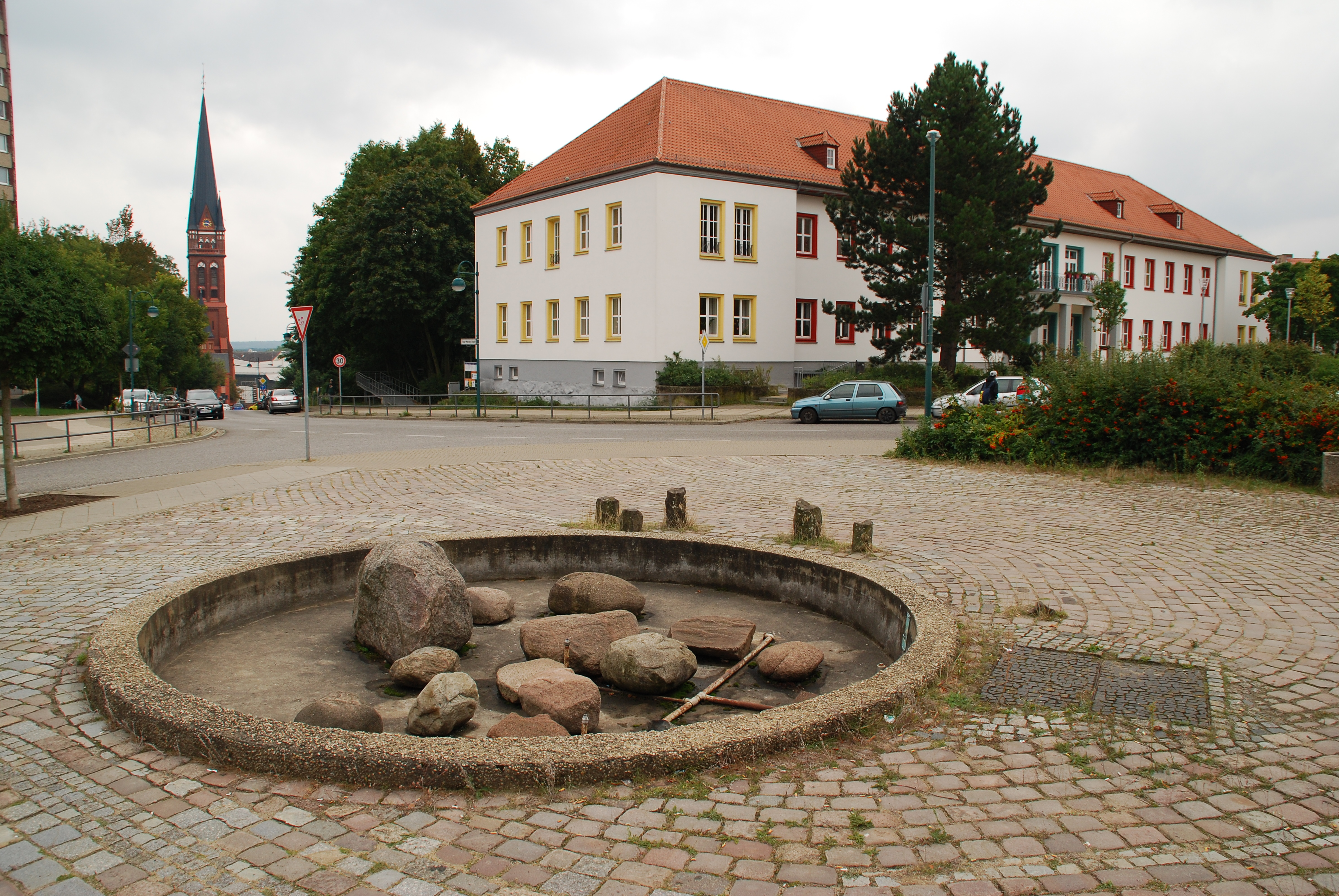
Oderlandbrunnen von Friedrich Stachat

In der Franz-Mehring-Straße befindet sich ein von Friedrich Stachat entworfener Brunnen (Lage). Der Brunnen ist kreisförmig mit einem 20 Zentimeter hohen Rand aus Beton gegossen. Im Inneren des Kreises befinden sich Feldsteine, welche die Oderlandschaft symbolisieren sollen. Stachat hatte geplant in der Mitte des Brunnens noch eine Plastik, Welt der Kinder, zu errichten. Aus Kostengründen wurde darauf verzichtet. Um den Brunnen herum befinden sich weitere Feldsteine, die als Sitzmöglichkeit gedacht sind. 1982 wurde der Brunnen, nach einer langen Planungsphase, an seiner heutigen Stelle errichtet.

## Fontane-Brunnen

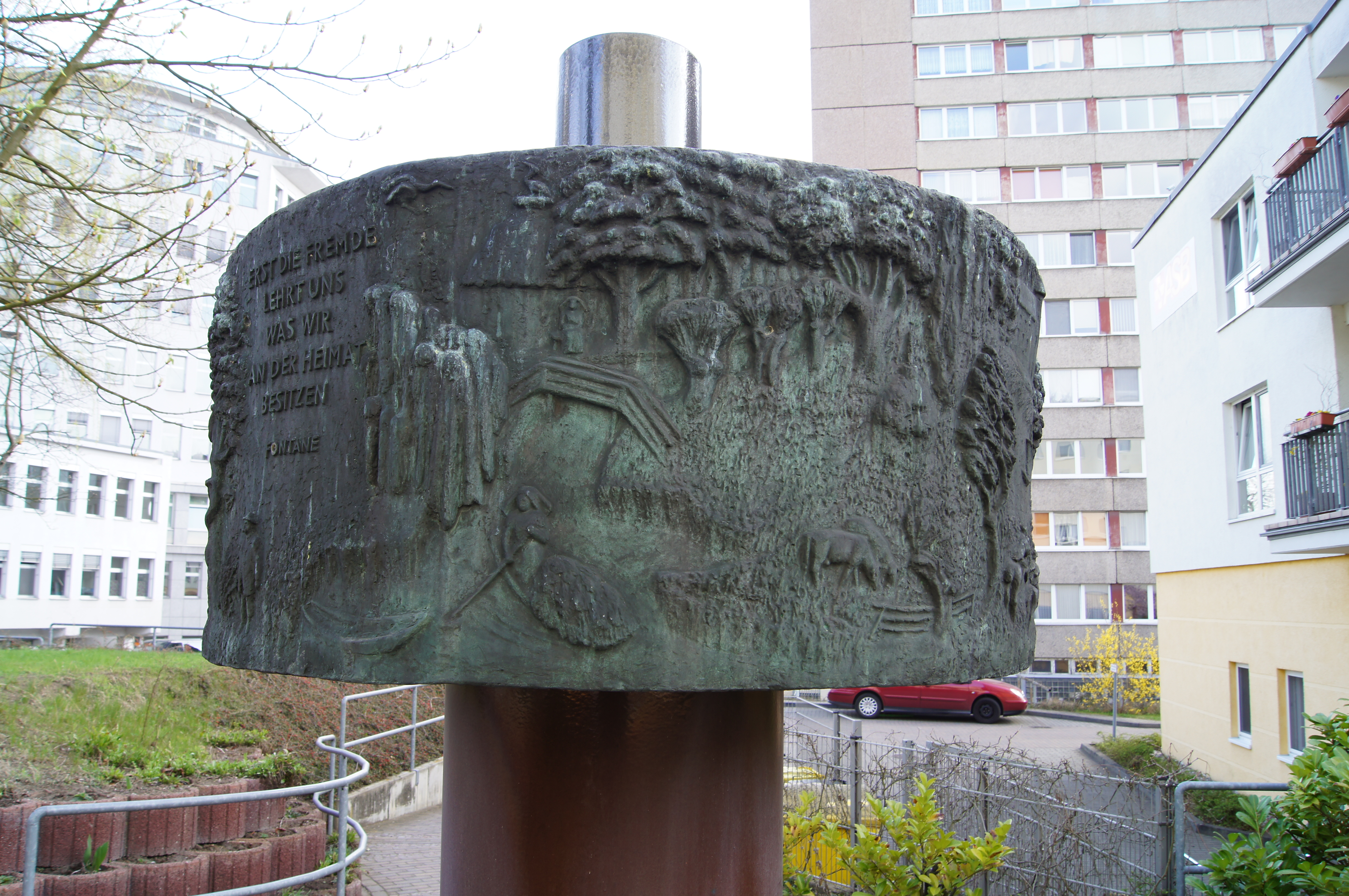
Fontanebrunnen

Der Fontane-Brunnen (Lage) in der Gubener Straße vor dem Seniorenheim wurde von dem Bildhauer Hans Henning und dem Keramiker Manfred Wenck aus Bronze und Keramik gestaltet und 1984 aufgestellt. Das Bronzeband zeigt ländliche Motive aus der Mark Brandenburg. Schnitter mähen Getreide, ein Schäfer mit seiner Herde, ein Fischer in seinem Boot, Jäger auf Hirschjagd, eine Festgesellschaft mit Essenden, Musizierenden und Tanzenden. Dazwischen ein Zitat Theodor Fontanes: „Erst die Fremde lehrt uns, was wir an der Heimat besitzen.“ Von den 77.000 Mark, die der Brunnen kostete, wurden 60.000 Mark von der damaligen Heimbewohnerin Berta Wimmer gestiftet.

## Genossenschaftsbrunnen

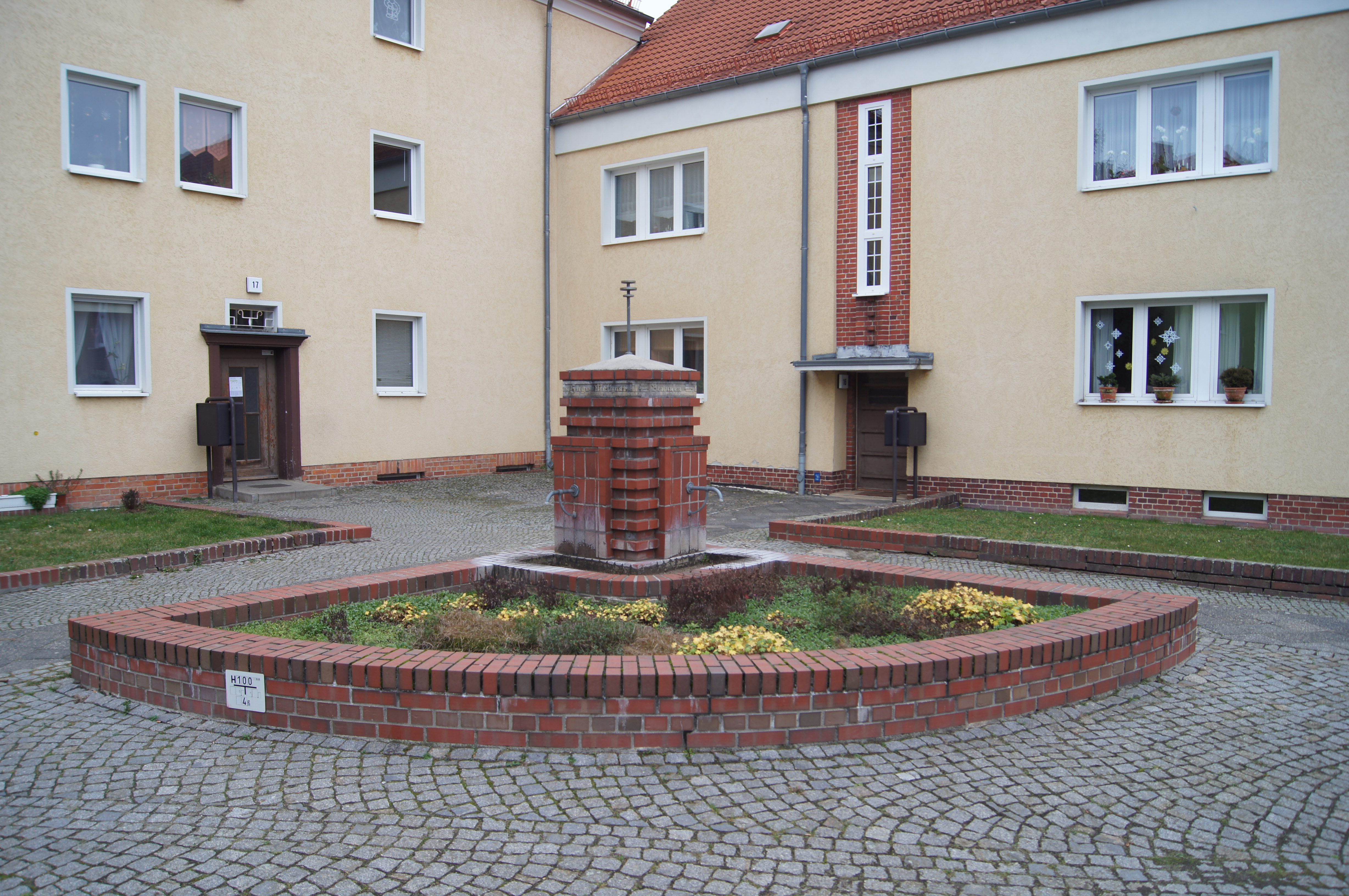
Genossenschaftsbrunnen

Der Genossenschaftsbrunnen (Lage) in der Käthe-Kollwitz-Straße wurde 1928 zu Ehren Hugo Methners errichtet. Der Tischler Hugo Methner (* 1872; † 24. September 1921) war seit 1898 in Frankfurt (Oder) als Gewerkschaftssekretär tätig, ab 1908 einer der ersten fünf sozialdemokratischen Abgeordneten in der Stadtverordnetenversammlung und ab dem 26. November 1918 der erste sozialdemokratische Stadtrat Frankfurts. Der Brunnen aus rotem Klinker wurde zwischen 1993 und 1998 saniert.

## Handwerkerbrunnen

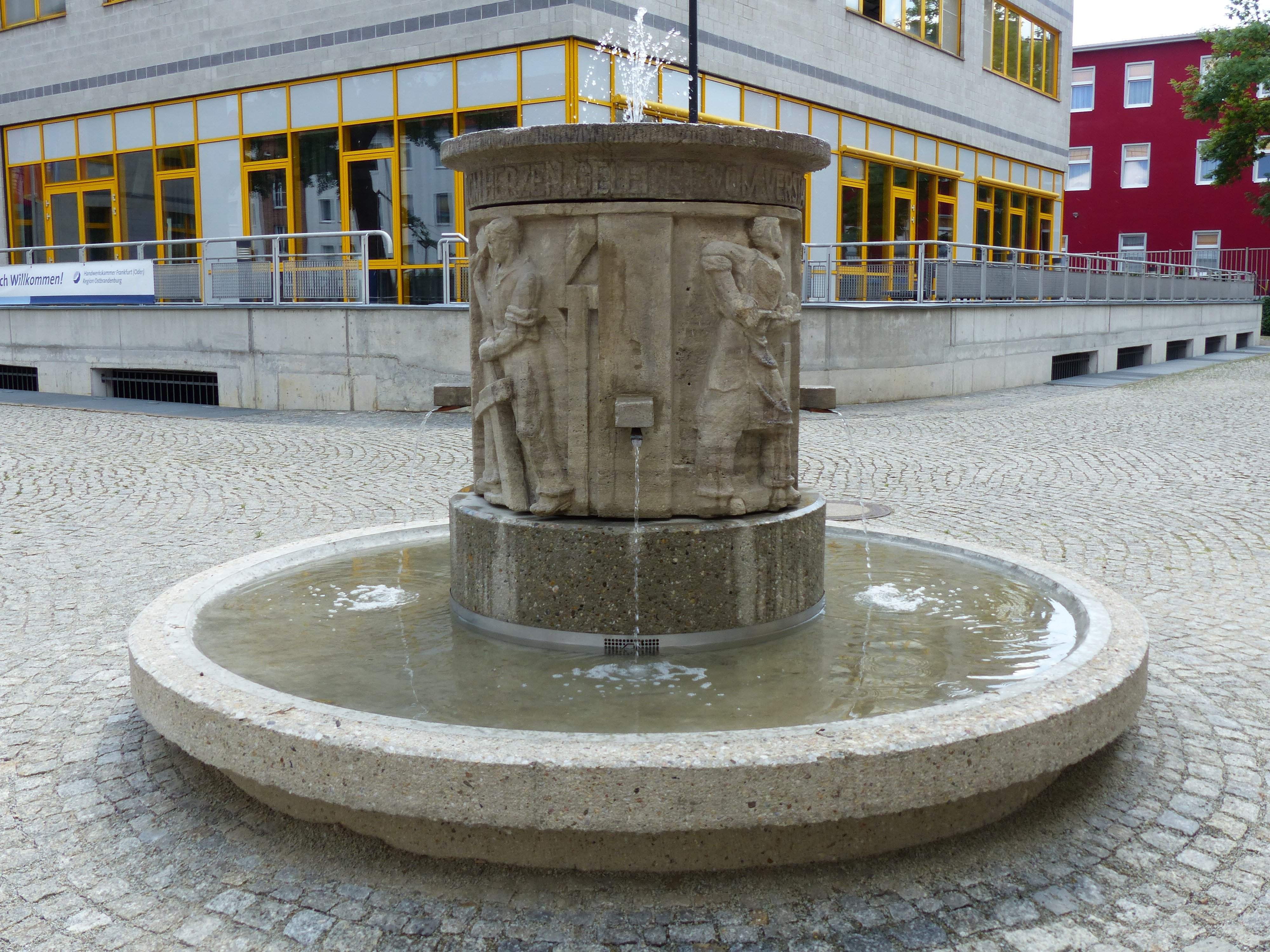
Handwerkerbrunnen

1937 entstand in der Werkstatt des Frankfurter Steinmetzmeisters Georg Fürstenberg der Handwerkerbrunnen. Er wurde im Rahmen einer Neugestaltung auf einem Gelände an der Spiekerstraße (Lage) mit Ausbildungsstätten und einen Freizeit- und Erholungspark aufgestellt.
In einem Brunnenbecken steht ein etwa 1 m hohes Postament aus Muschelkalk mit einer Brunnenschale. Auf den vier Seiten des runden Postamentes sind vier Handwerker mit ihren charakteristischen Tätigkeiten figürlich aus dem Stein herausgeschlagen worden. Zu sehen sind ein Schmied, ein Tischler, ein Bäcker und ein Schuster. Über den dargestellten Handwerkern verläuft ein Textband um den Brunnen mit dem Goethe-Zitat: „Handwerk ist Werk der Hand, beseelt vom Herzen, geleitet vom Verstand.“ Das Wasser steigt in der Brunnenschale in einer kleinen Fontäne auf und läuft aus vier zwischen den Bildern angebrachten Wasserspeiern in das Brunnenbecken. Das Brunnenbecken wiegt 5,5 Tonnen, das Postament 1,5 Tonnen und der obere Brunnenring 0,2 Tonnen. Im Brunnen werden mit einer Umwälzpumpe 60 Liter Wasser pro Stunde umgewälzt.
1945 schlug eine Bombe in ein benachbartes Haus ein. Herabstürzende Trümmer beschädigten den Brunnen. Bei Aufräumungsarbeiten wurde er aus Trümmern geborgen und eingelagert. Der Brunnen wurde in den 2010er Jahren im Überbetrieblichen Ausbildungszentrum (ÜAZ) am Frankfurter Erlengrund unter Anleitung von Stephan Golz saniert. Ende Mai 2020 konnte der Handwerkerbrunnen wieder am alten Standort aufgestellt werden. Am 26. August 2020 wurde der Brunnen neu eingeweiht.

## Klingebrunnen

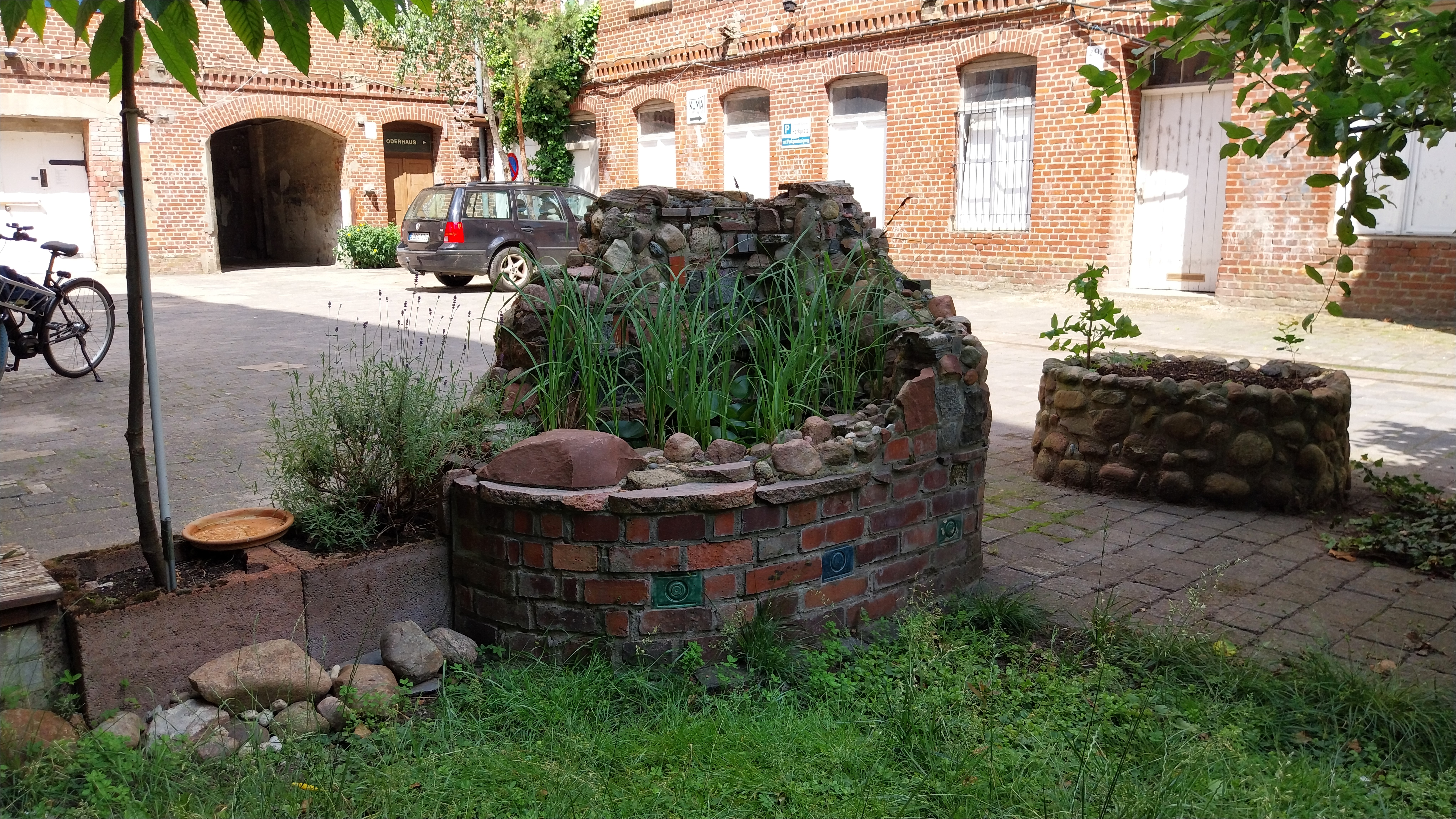
Klingebrunnen 2024

Am 24. Mai 2014 weihte der Handwerker und Künstler Bernd Mathias Walden (* 1963) den Klingebrunnen (Lage) auf dem Gelände der Gerstenberger Höfe ein. Der Brunnen besteht aus Fundmaterialien wie Feldsteinen und Ziegeln. Er bezieht sich auf den Bach Klinge, der wenige Meter entfernt (seit einigen Jahren verrohrt) in die Oder mündet. An der Klinge standen im 18. Jahrhundert sechs Mühlen, deren Modelle im Miniaturformat in den Brunnen eingebaut sind. Alle 17 Minuten füllt eine Pumpe eine Wasserwippe, zwei Glocken werden geschlagen und die Mühlräder drehen sich für fünf Minuten.

## Tröpfelbrunnen

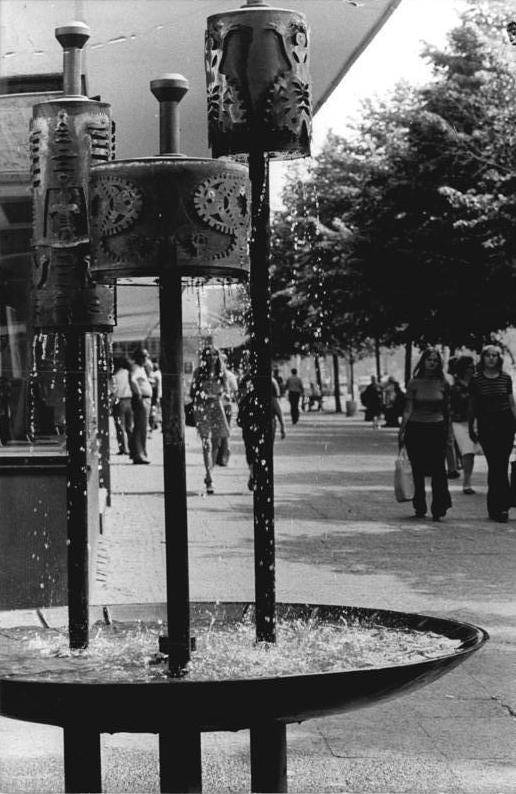
Tröpfelbrunnen 1978

Der Tröpfelbrunnen (heutige Lage) wurde 1969 von Werner Voigt erschaffen. In einer auf drei etwa 30 cm hohen Füßen aufgeständerten Schale aus Kupferblech standen drei etwa 1,50 m hohe Stangen mit horizontal drehbaren, unterschiedlich hohen Walzen. Die Walzen waren mit in Kupferblech geschnittenen Motiven verziert. Das Wasser tröpfelte von der Unterkante der Walzen in die Brunnenschale. In den 1980er Jahren wurde der Brunnen von seinem Standort an der Mündung der Rosengasse in die Karl-Marx-Straße auf die gegenüberliegende Seite der Karl-Marx-Straße versetzt. 2001 wurden die durch Vandalismus beschädigten Stangen und Walzen demontiert. Nur die Schale war noch vorhanden. Nach einer Sanierung wurde der Brunnen zu Ostern 2022 wieder in Betrieb genommen.

## Tränkbrunnen

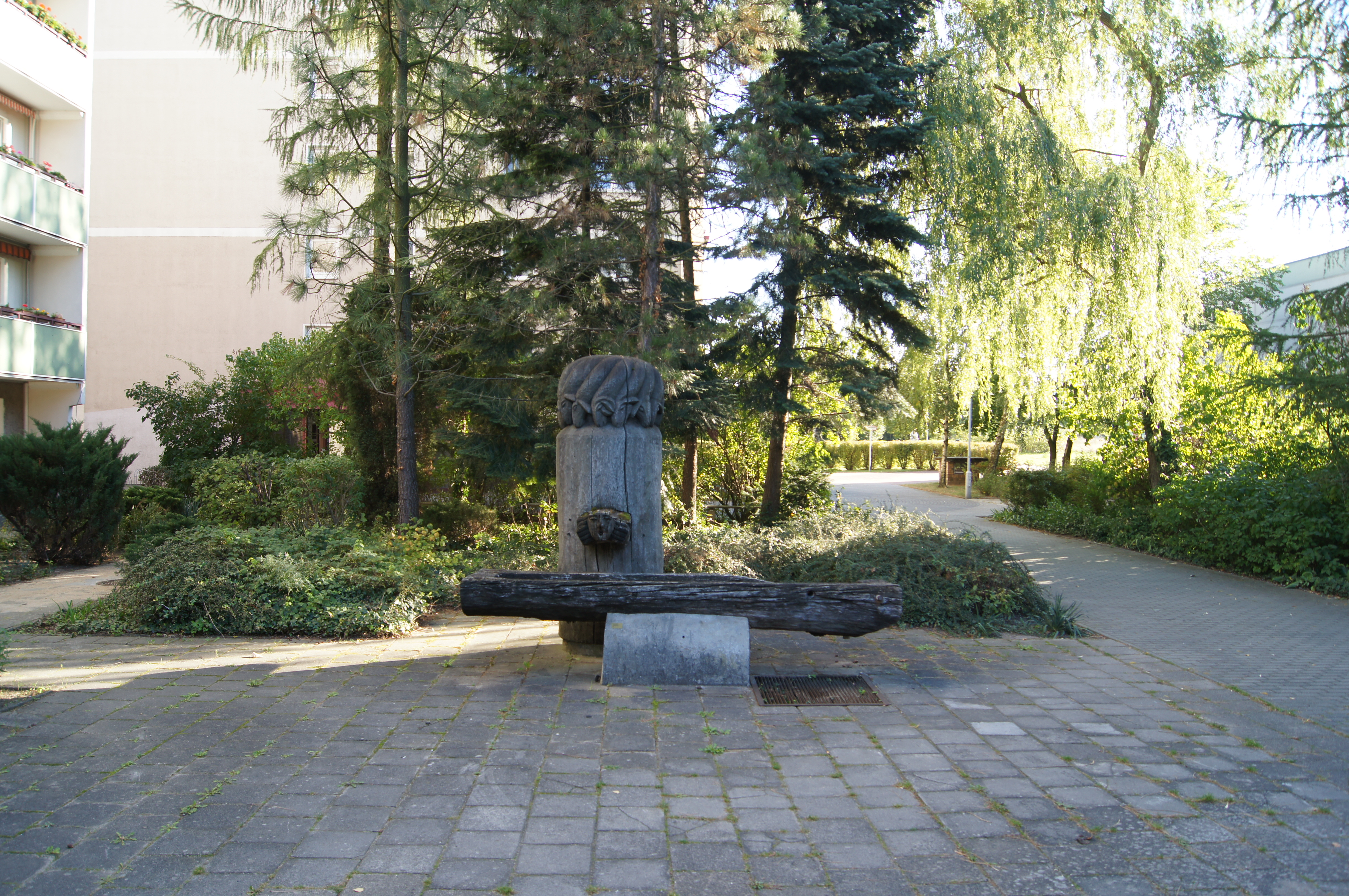
Tränkbrunnen von Nikolaus Bode

Der Tränkbrunnen ist eine 1985 von Nikolaus Bode erschaffene Skulptur. Sie steht im Stadtgebiet Neuberesinchen/Nord neben den Hochhäusern Aurorahügel 7 und 9 (Lage). Auf einer Säule aus Eichenholz steht eine Herde Schafe trinkender Schafe. Durch die Säule geht ein an beiden Enden herausragender Balken, der eine Person darstellt. An einem Ende sieht man die nackten Füße und am anderen Ende den Kopf, aus dessen Mund Wasser fließt. Das Wasser fließt in einen langen flachen Trog, der vor der stehenden Säule, quer zur Ausrichtung des Wasserspeiers auf einem zentralen Sandsteinsockel ruht. Der Sockel steht leicht versetzt zur Säule. Die Säule hat einen Durchmesser von 90 cm und eine Höhe von 250 cm. Der Trog ist 250 cm lang, 45 cm hoch und 90 cm breit, der Sockel ist 100 cm lang, 50 cm hoch und 40 cm breit.

## Weitere Brunnen
- Flachsteinbrunnen (auch Kissenbrunnen, Etagenbrunnen) aus Granit in der Promenadengasse (Lage)
- Schöpfkellen-Brunnen am Kellenspring von Roland Klinger aus Granit, Stahl, Feldsteine und Klinkern, 1986 (Lage)
- Quelle, Lauf und Mündung auf dem Ziegenwerder (Lage)
- Kaskade vermutlich nach einem Entwurf von Peter Joseph Lenné zwischen 1836 und 1849 im Lennépark errichtet (Lage)
- Fontäne im Lennépark (Lage)
- Angerbrunnen in der Lindenstraße (Lage)
- Wasserband auf dem Dresdener Platz (Lage)
- Mühlenbrunnen am Kommunardenweg (Lage)
- Stasi-Brunnen in der Robert-Havemann-Straße (Lage)
- Brunnen in der Altstadt-Passage (Lage)
- Brunnen am Klinikum Frankfurt (Oder) (Lage)
- Brunnen an der Villa Trowitzsch (Lage)
- Brunnen von Manfred Wenck am Restaurant & Café Am Kleistpark (Lage)

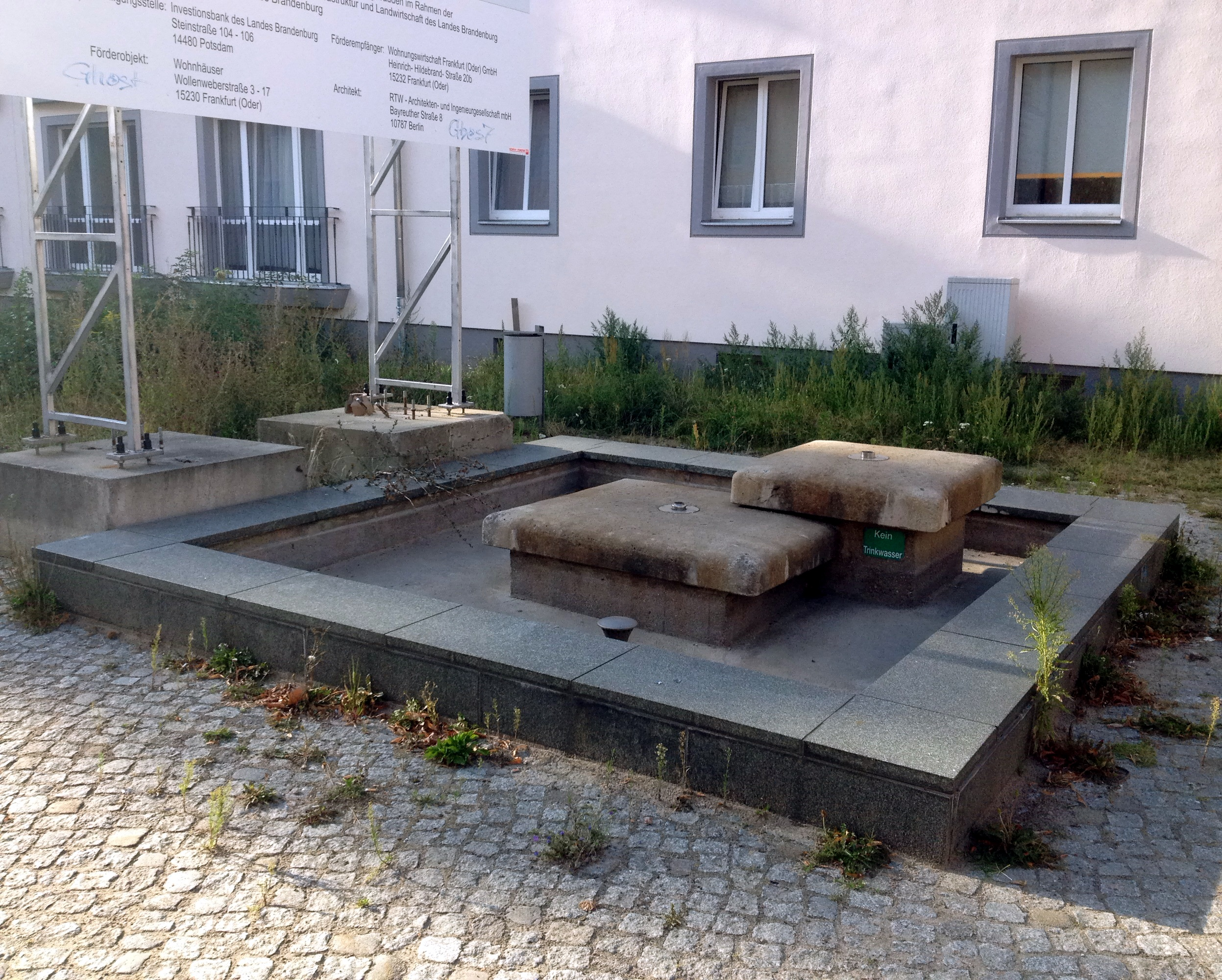
Flachsteinbrunnen in der Promenadengasse
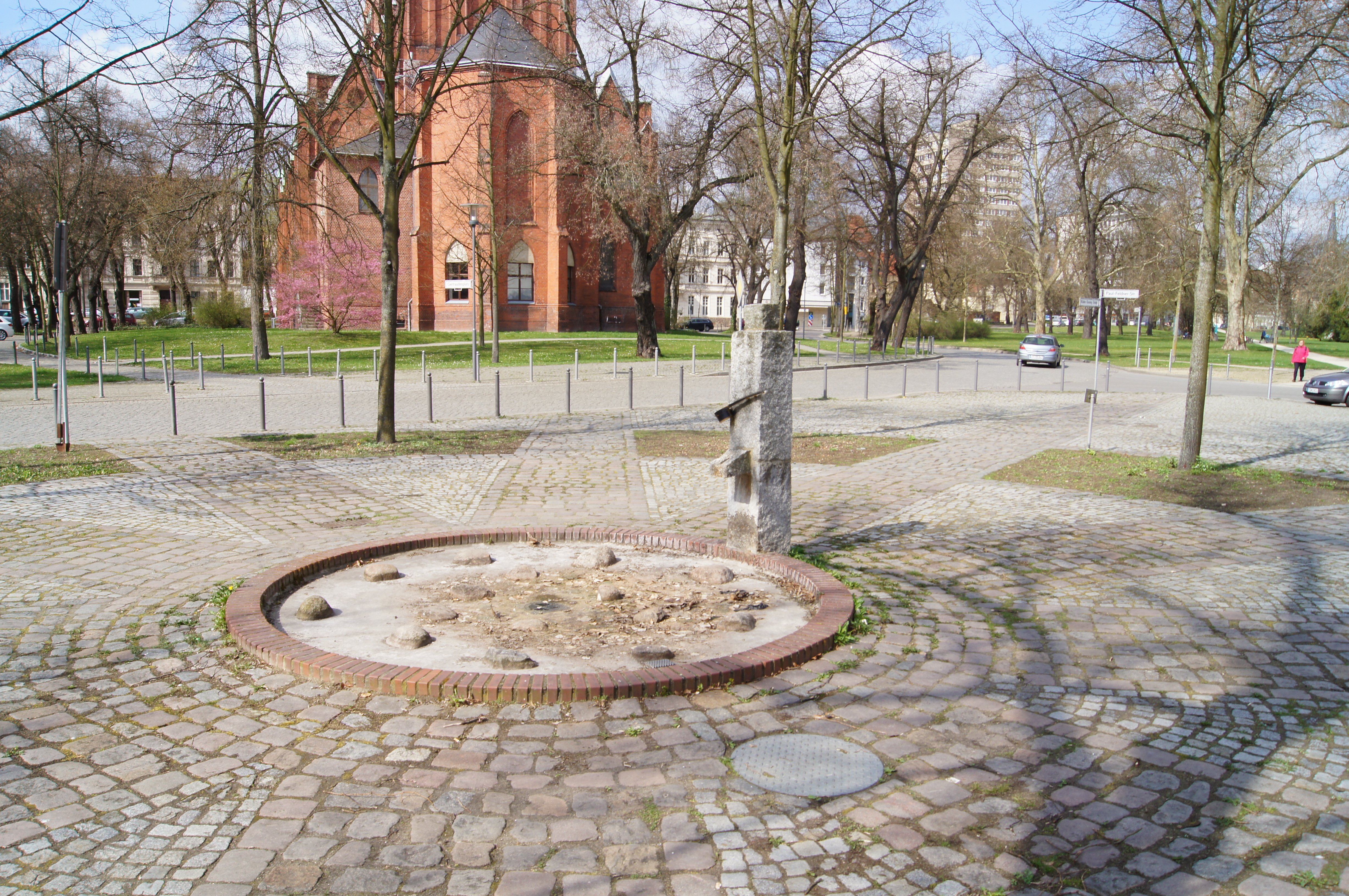
Schöpfkellenbrunnen
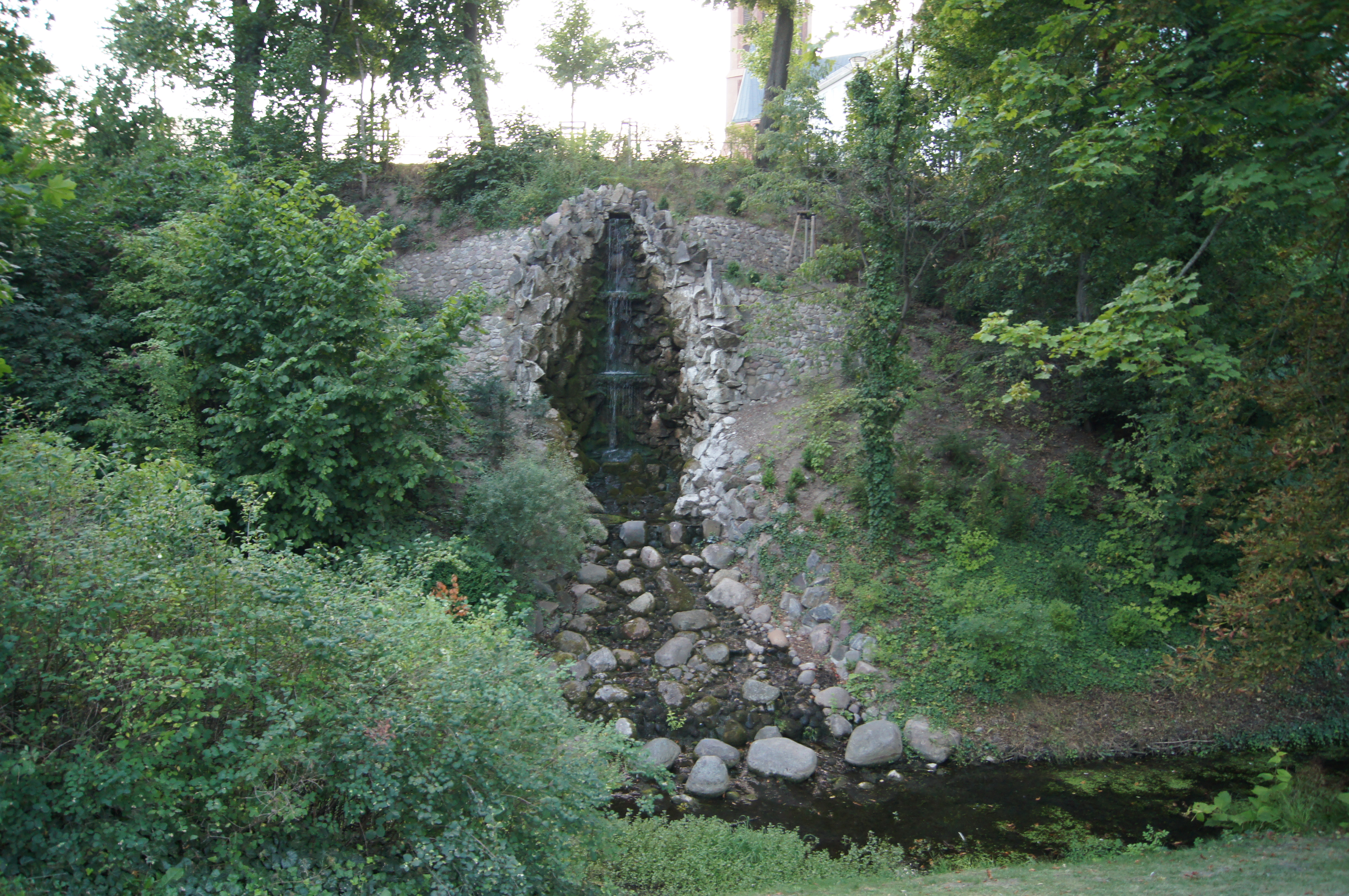
Kaskade im Lennépark
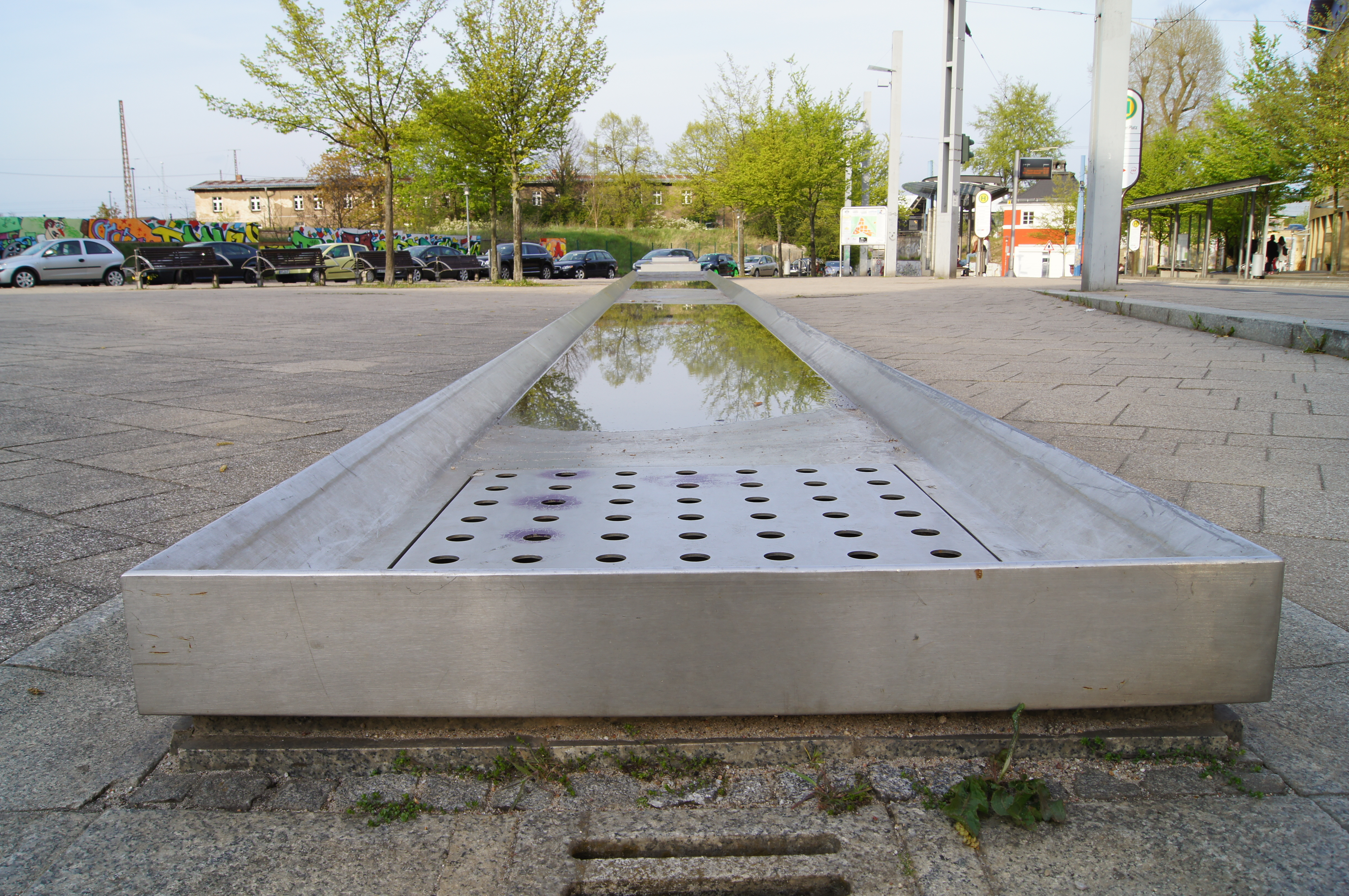
Wasserband auf dem Dresdener Platz
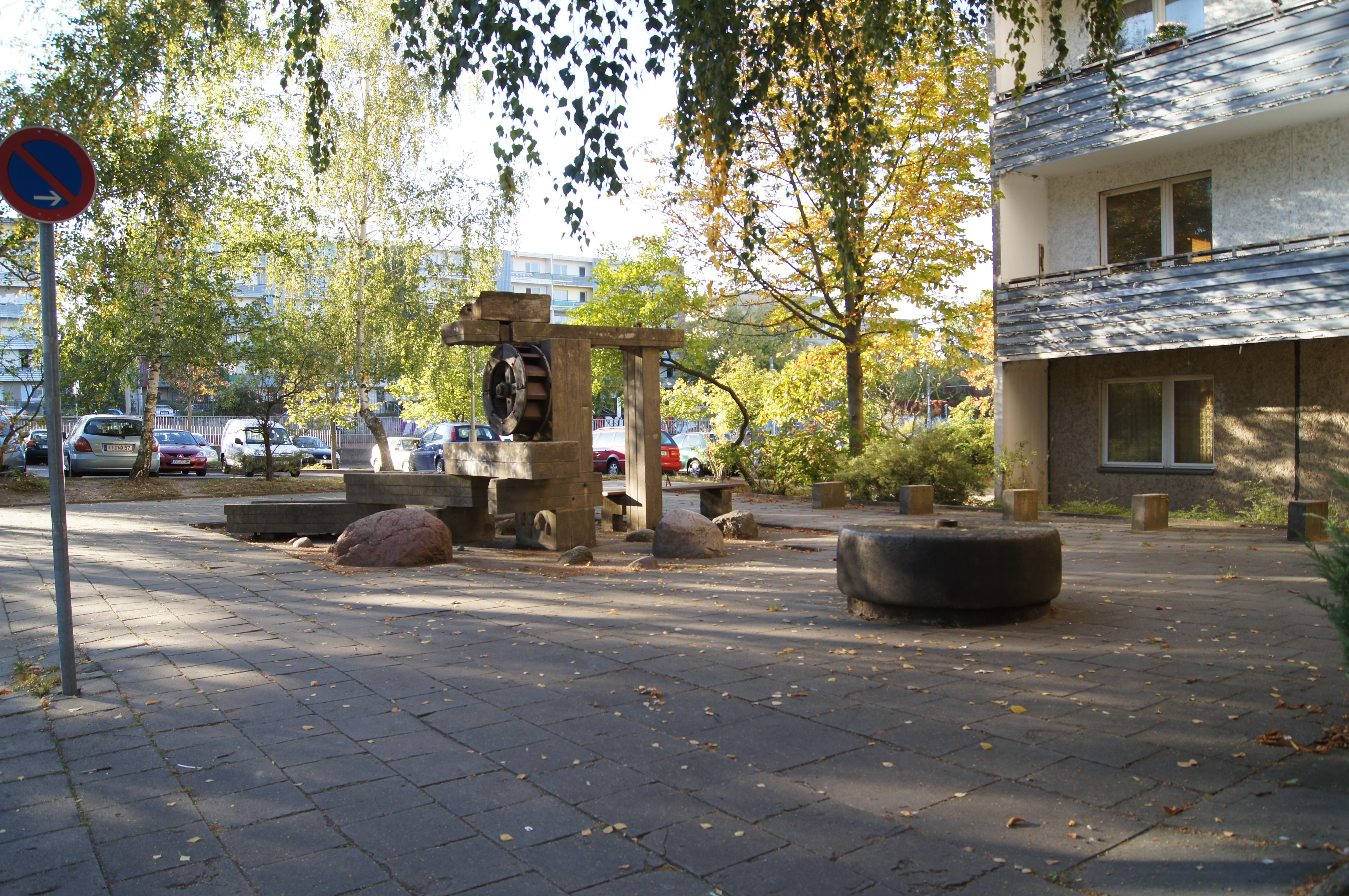
Mühlenbrunnen am Kommunardenweg
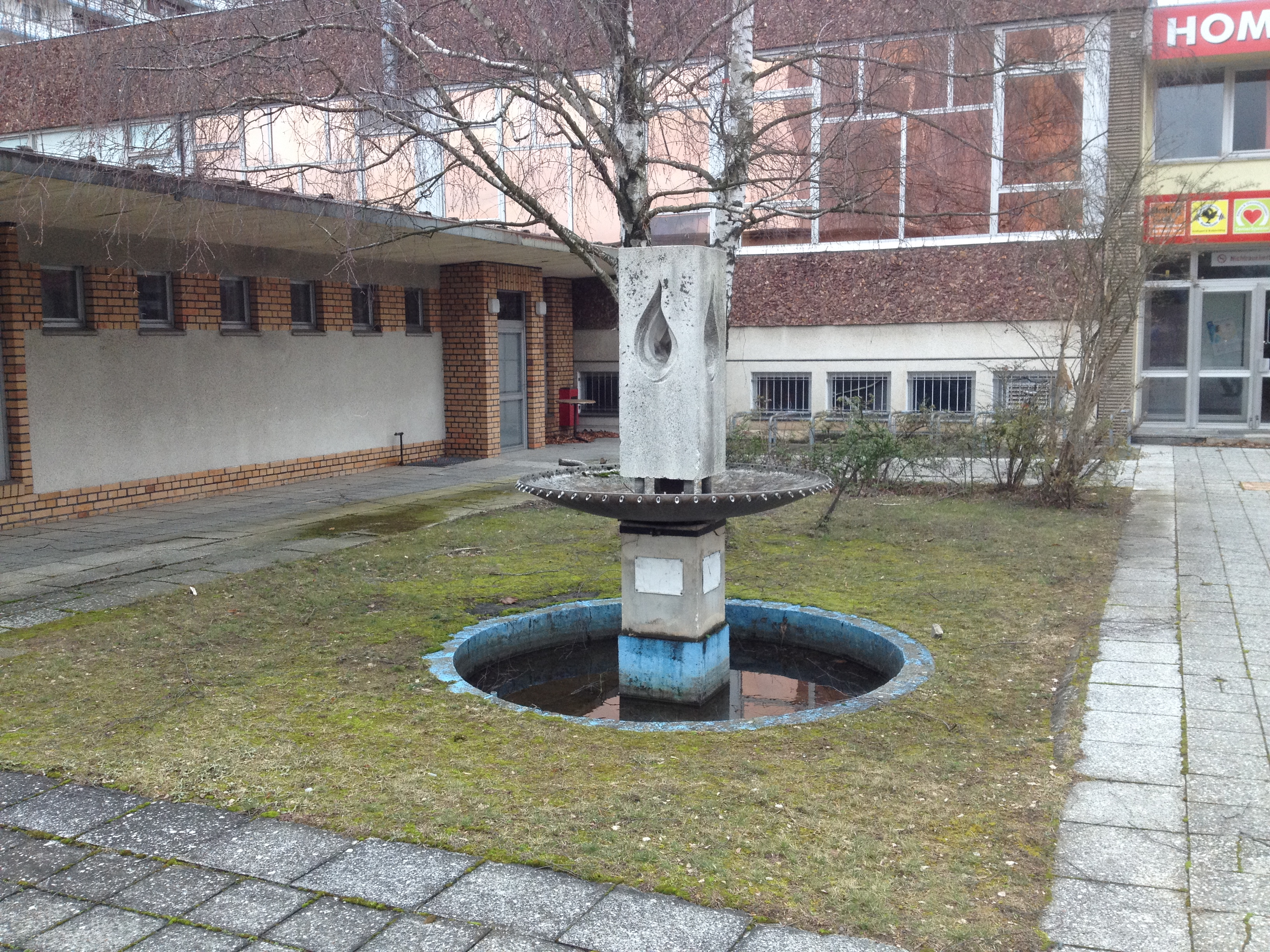
Stasi-Brunnen in der Robert-Havemann-Straße
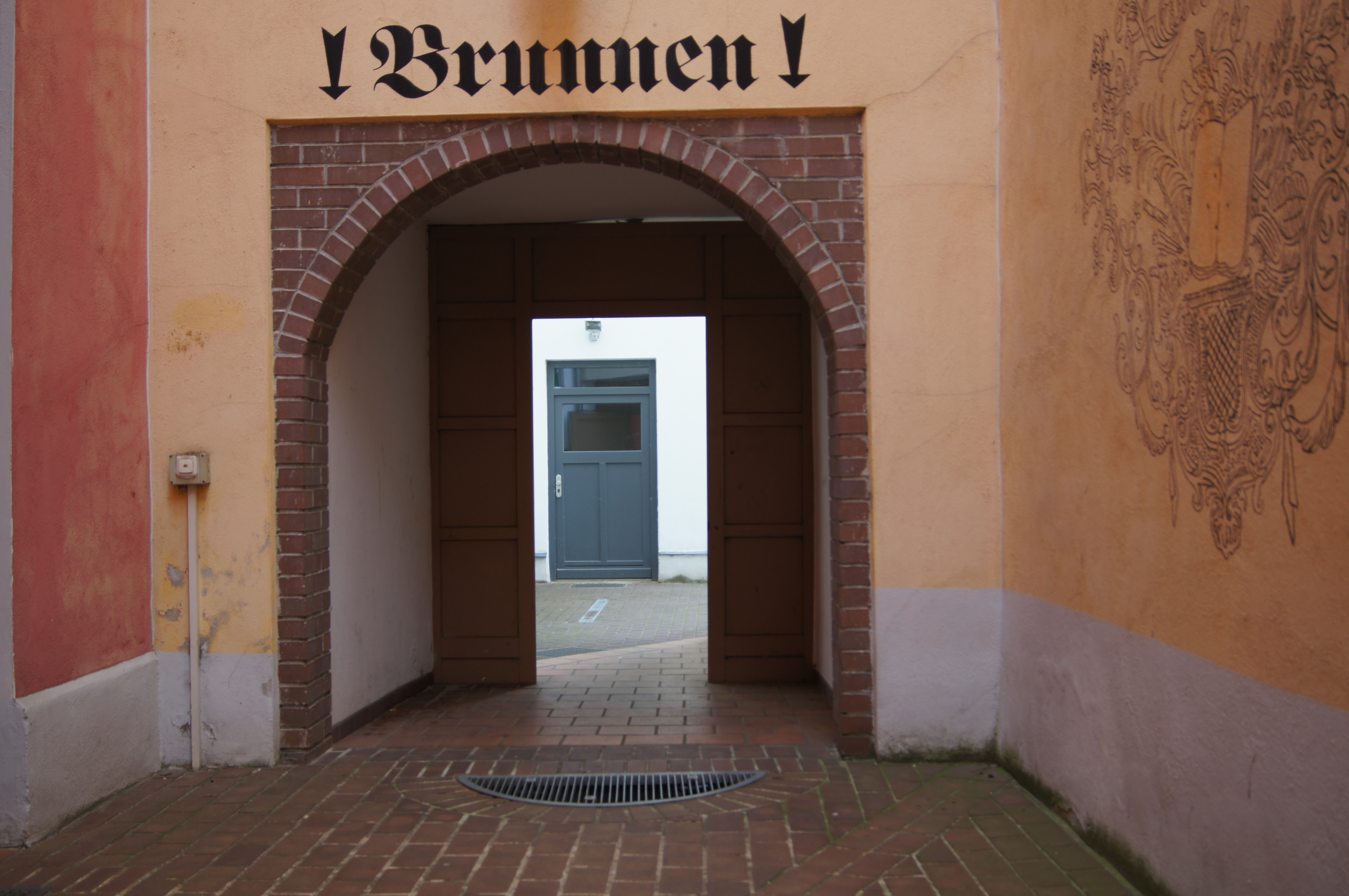
Brunnen in der Altstadtpassage
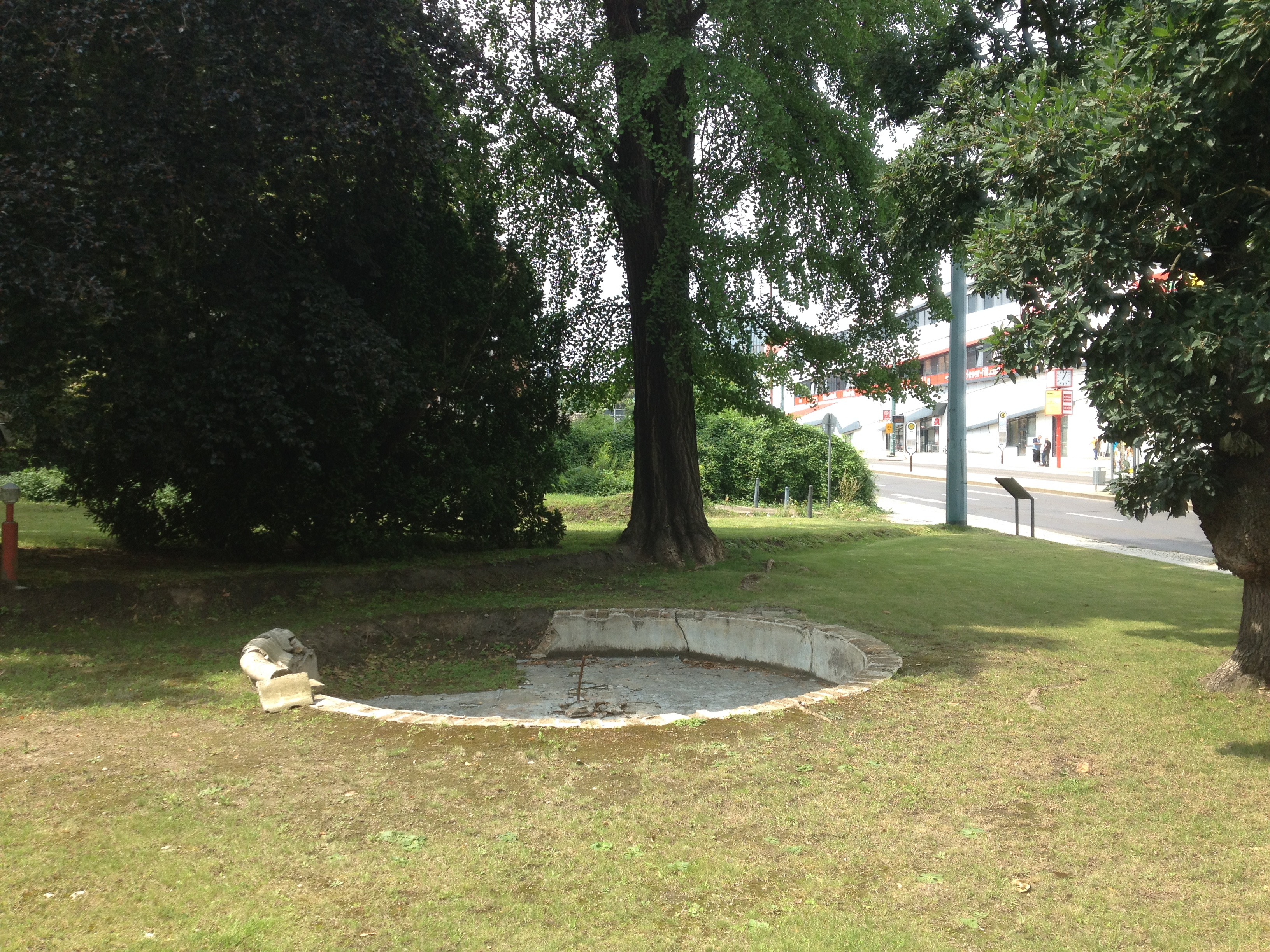
Brunnen an der Villa Trowitzsch
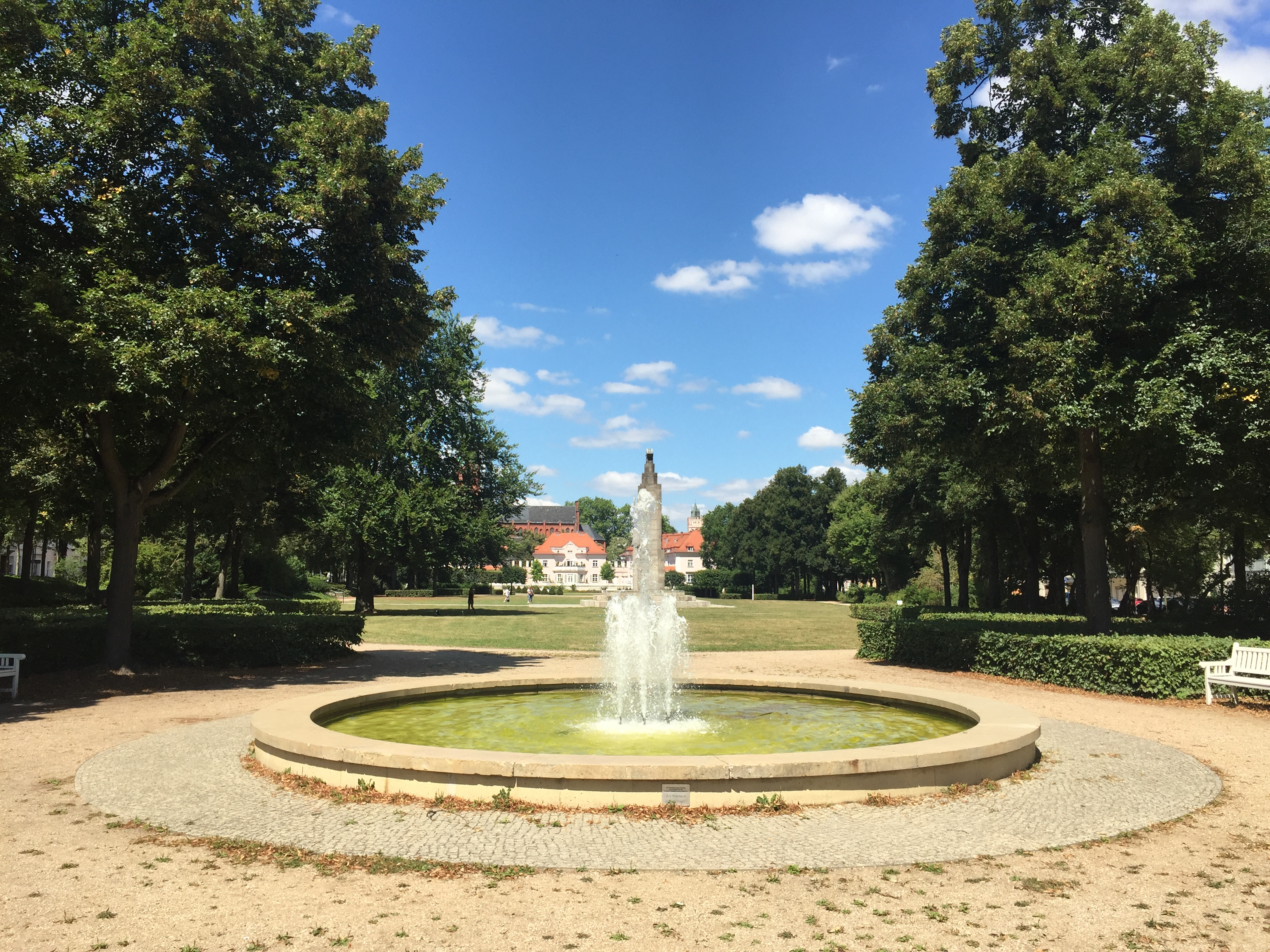
Angerbrunnen, 2018
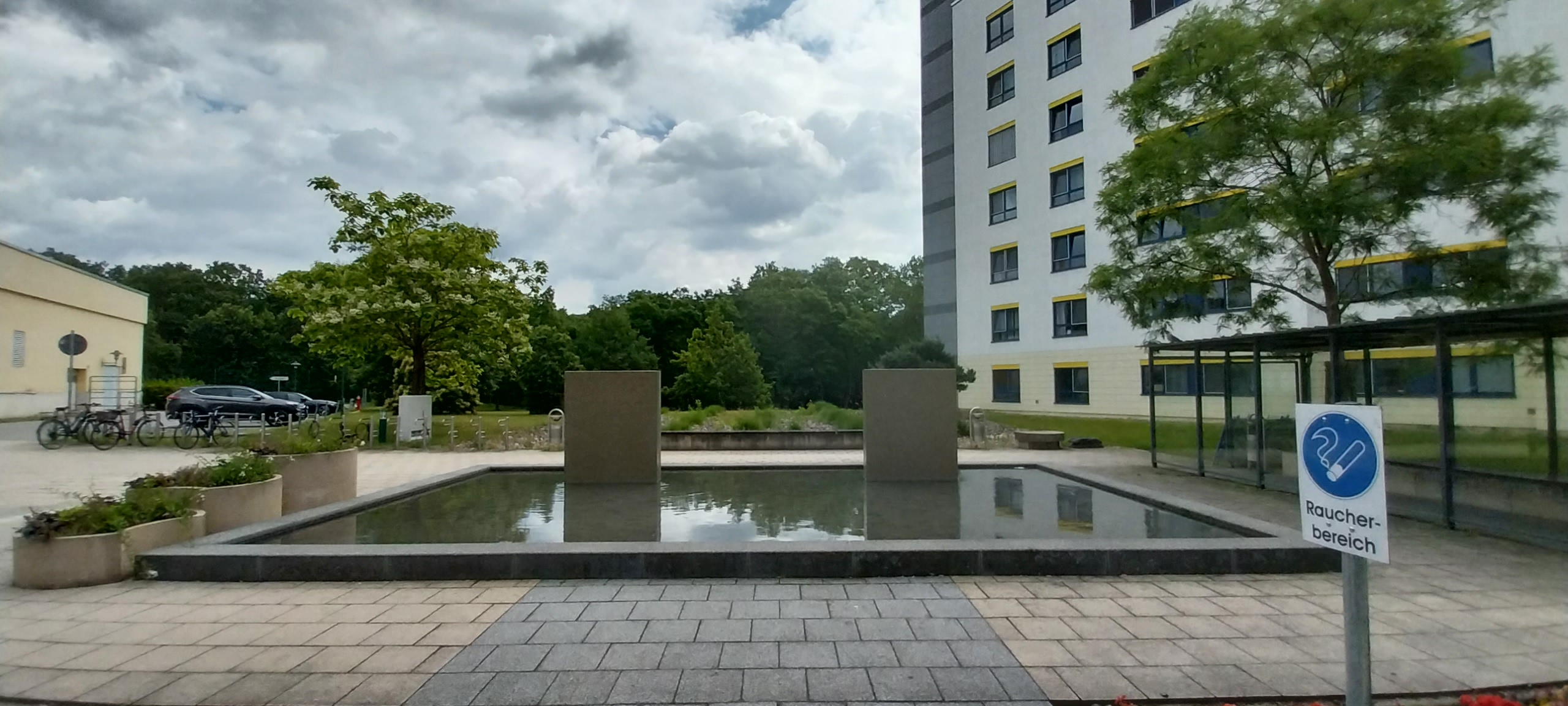
Brunnen am Klinikum

## Abgegangene Brunnen
- Rathausbrunnen Bischofstraße Ecke Große Oderstraße
- Brunnen mit Betonkugeln in der Promenadengasse

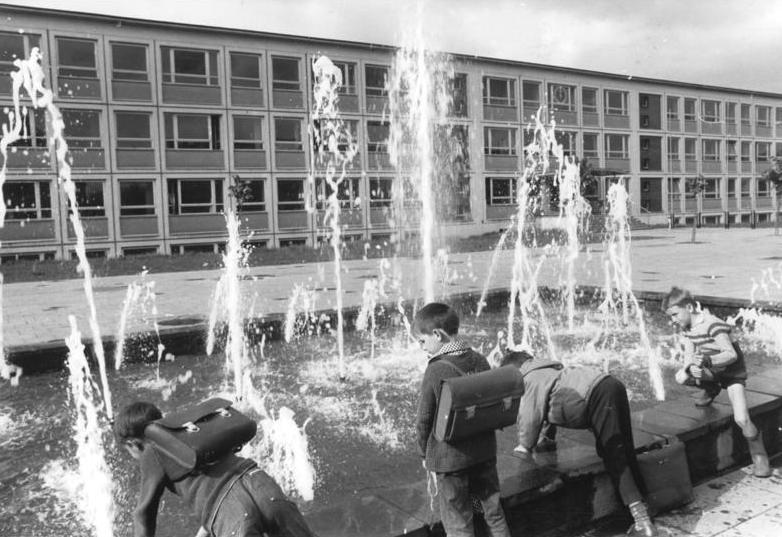
Abgegangener Springbrunnen Bischofstraße

### Großer Brunnen auf dem Brunnenplatz
Der wegen seiner Form auch „Panzersperre“ oder nach dem Oberbürgermeister Fritz Krause „Krauses Panzersperre“ genannte Brunnen entstand 1976/77 im Zuge der Neugestaltung des damaligen Zentralen Platzes (heute Brunnenplatz). Der Entwurf stammte von Stadtarchitekt Manfred Vogler. Die Grünanlage entwarf der Landschaftsarchitekt Rainer Zeletzki. Eine ursprüngliche vorgesehene umfangreich Grünanlage wurde nicht umgesetzt. Oberhalb des Brunnens wurden Reihen von Bäumen gepflanzt und drei rund Beete angeordnet, deren Form großes Erstaunen hervorrief. Projektiert und gebaut wurde der gigantische Wasserspeier von Fachleuten des VEB Wassertechnik Dresden nach Plänen des Brunnens auf dem Unabhängigkeitsplatz in Taschkent. Der Brunnen war 63 m lang und 20 m breit. Durch 400 zweireihig angeordnete Düsen brausten stündlich 4.400 m³ Wasser. Die Fontänen stiegen bis zu 4 m hoch und ergossen sich in das 7 m tiefer liegende untere Brunnenbecken. Hinzu kamen vier Gruppen mit je 50 Düsen, denen flach aufsteigende Fontänen entsprangen. Über Stege aus Granitplatten konnte der 1977 eingeweihte Brunnen begangen werden. Die Betriebskosten beliefen sich auf täglich 5.000 DDR-Mark, also etwa 850.000 Mark pro Saison. Der hohe finanzielle Aufwand, aber auch die enorme Lärmbelastung der Anwohner und Büromieter durch tosendes Wasser und dröhnende Technik waren nach der Wende Anlass für Kritik. Der Brunnen wurde 1992 nicht mehr angestellt. Ein Jahr später wurden die beiden Brunnenbecken zu Blumenkästen umfunktioniert. Die Anlage wurde schließlich 1999 abgerissen.